# Etapa Departamental de Arequipa 2017
La Etapa Departamental de Arequipa 2017 fue la edición número 51 de la competición futbolística Arequipeña. 
El torneo otorgó al cuadro campeón (Escuela Municipal Binacional) y subcampeón (Sportivo Huracán) cupos para Copa Perú en su Etapa Nacional - Primera Fase. Más tarde en diciembre El equipo de Escuela Municipal Binacional terminaría Campeonando la Copa Perú y obteniendo el Ascenso a Primera División.

## Fase Previa
Los participantes son el campeón y subcampeón de la Etapa Provincial de cada una de las siete Provincias de Arequipa participantes (Exceptuando a La Liga Provincial de la Unión que ya no está vigente) además también estará participando el equipo de Escuela Municipal Binacional gracias al Tercer Lugar obtenido en la Finalísima de la edición pasada.
- Arequipa: Cerrito Los Libres logró mejor diferencia de gol y es el campeón Provincial de Arequipa, Sportivo Huracán también logró clasificar a la etapa Departamental.

| Etapa Provincial de Arequipa (Resumen)                                                      | Etapa Provincial de Arequipa (Resumen) | Etapa Provincial de Arequipa (Resumen) | Etapa Provincial de Arequipa (Resumen) | Etapa Provincial de Arequipa (Resumen) | Etapa Provincial de Arequipa (Resumen) | Etapa Provincial de Arequipa (Resumen) | Etapa Provincial de Arequipa (Resumen) | Etapa Provincial de Arequipa (Resumen) | Etapa Provincial de Arequipa (Resumen) | Etapa Provincial de Arequipa (Resumen) | Etapa Provincial de Arequipa (Resumen) |                       |                       |                       |                       |                       |                       |                       |                       |                       |                       |                       |                       |                       |                       |                       |                       |                       |                       |                       |                       |                       |                       |                       |                       |                       |                       |                       |                       |
| Local                                                                                       | Resultado                              | Visitante                              | Estadio                                | Distrito                               | Fecha                                  |                                        |                                        |                                        |                                        |                                        |                                        |                       |                       |                       |                       |                       |                       |                       |                       |                       |                       |                       |                       |                       |                       |                       |                       |                       |                       |                       |                       |                       |                       |                       |                       |                       |                       |                       |                       |
| Octavos de final: Ida                                                                       | Octavos de final: Ida                  | Octavos de final: Ida                  | Octavos de final: Ida                  | Octavos de final: Ida                  | Octavos de final: Ida                  | Octavos de final: Ida                  | Octavos de final: Ida                  | Octavos de final: Ida                  | Octavos de final: Ida                  | Octavos de final: Ida                  | Octavos de final: Ida                  | Octavos de final: Ida | Octavos de final: Ida | Octavos de final: Ida | Octavos de final: Ida | Octavos de final: Ida | Octavos de final: Ida | Octavos de final: Ida | Octavos de final: Ida | Octavos de final: Ida | Octavos de final: Ida | Octavos de final: Ida | Octavos de final: Ida | Octavos de final: Ida | Octavos de final: Ida | Octavos de final: Ida | Octavos de final: Ida | Octavos de final: Ida | Octavos de final: Ida | Octavos de final: Ida | Octavos de final: Ida | Octavos de final: Ida | Octavos de final: Ida | Octavos de final: Ida | Octavos de final: Ida | Octavos de final: Ida | Octavos de final: Ida | Octavos de final: Ida | Octavos de final: Ida |
| ------------------------------------------------------------------------------------------- | -------------------------------------- | -------------------------------------- | -------------------------------------- | -------------------------------------- | -------------------------------------- | -------------------------------------- | -------------------------------------- | -------------------------------------- | -------------------------------------- | -------------------------------------- | -------------------------------------- | --------------------- | --------------------- | --------------------- | --------------------- | --------------------- | --------------------- | --------------------- | --------------------- | --------------------- | --------------------- | --------------------- | --------------------- | --------------------- | --------------------- | --------------------- | --------------------- | --------------------- | --------------------- | --------------------- | --------------------- | --------------------- | --------------------- | --------------------- | --------------------- | --------------------- | --------------------- | --------------------- | --------------------- |
| Atlético Panamericano                                                                       | 0 - 1                                  | Saetas de Oro                          | Municipal de Tiabaya                   | Tiabaya                                | 4 de junio                             |                                        |                                        |                                        |                                        |                                        |                                        |                       |                       |                       |                       |                       |                       |                       |                       |                       |                       |                       |                       |                       |                       |                       |                       |                       |                       |                       |                       |                       |                       |                       |                       |                       |                       |                       |                       |
| Alcides Carrión                                                                             | 2 - 1                                  | Fusión América                         | Simón Bolívar                          | José Luis Bustamante y Rivero          | 4 de junio                             |                                        |                                        |                                        |                                        |                                        |                                        |                       |                       |                       |                       |                       |                       |                       |                       |                       |                       |                       |                       |                       |                       |                       |                       |                       |                       |                       |                       |                       |                       |                       |                       |                       |                       |                       |                       |
| Real Castilla                                                                               | 2 - 2                                  | Sportivo Huracán                       | Arturo Díaz Huerta                     | Cerro Colorado                         | 4 de junio                             |                                        |                                        |                                        |                                        |                                        |                                        |                       |                       |                       |                       |                       |                       |                       |                       |                       |                       |                       |                       |                       |                       |                       |                       |                       |                       |                       |                       |                       |                       |                       |                       |                       |                       |                       |                       |
| San José                                                                                    | 1 - 2                                  | Defensor El Carmen                     | Carlos Alfredo Villanueva              | Yanahuara                              | 4 de junio                             |                                        |                                        |                                        |                                        |                                        |                                        |                       |                       |                       |                       |                       |                       |                       |                       |                       |                       |                       |                       |                       |                       |                       |                       |                       |                       |                       |                       |                       |                       |                       |                       |                       |                       |                       |                       |
| León Gool Club                                                                              | 5 - 1                                  | Palmeiras                              | Juan Velasco Alvarado                  | Jacobo Hunter                          | 4 de junio                             |                                        |                                        |                                        |                                        |                                        |                                        |                       |                       |                       |                       |                       |                       |                       |                       |                       |                       |                       |                       |                       |                       |                       |                       |                       |                       |                       |                       |                       |                       |                       |                       |                       |                       |                       |                       |
| Real Católica                                                                               | 2 - 2                                  | Deportivo Los Signos                   | Municipal La Tomilla                   | Cayma                                  | 4 de junio                             |                                        |                                        |                                        |                                        |                                        |                                        |                       |                       |                       |                       |                       |                       |                       |                       |                       |                       |                       |                       |                       |                       |                       |                       |                       |                       |                       |                       |                       |                       |                       |                       |                       |                       |                       |                       |
| Cerrito Los Libres                                                                          | 8 - 3                                  | Los Elegantes                          | Municipal La Tomilla                   | Cayma                                  | 4 de junio                             |                                        |                                        |                                        |                                        |                                        |                                        |                       |                       |                       |                       |                       |                       |                       |                       |                       |                       |                       |                       |                       |                       |                       |                       |                       |                       |                       |                       |                       |                       |                       |                       |                       |                       |                       |                       |
| Salsa Brava                                                                                 | 3 - 0                                  | Alas Peruanas                          | Edificadores Misti                     | Miraflores                             | 4 de junio                             |                                        |                                        |                                        |                                        |                                        |                                        |                       |                       |                       |                       |                       |                       |                       |                       |                       |                       |                       |                       |                       |                       |                       |                       |                       |                       |                       |                       |                       |                       |                       |                       |                       |                       |                       |                       |
| Octavos de final: Vuelta                                                                    |                                        |                                        |                                        |                                        |                                        |                                        |                                        |                                        |                                        |                                        |                                        |                       |                       |                       |                       |                       |                       |                       |                       |                       |                       |                       |                       |                       |                       |                       |                       |                       |                       |                       |                       |                       |                       |                       |                       |                       |                       |                       |                       |
| Saetas de Oro                                                                               | 3 - 0                                  | Atlético Panamericano                  | Municipal de La Joya                   | La Joya                                | 11 de junio                            |                                        |                                        |                                        |                                        |                                        |                                        |                       |                       |                       |                       |                       |                       |                       |                       |                       |                       |                       |                       |                       |                       |                       |                       |                       |                       |                       |                       |                       |                       |                       |                       |                       |                       |                       |                       |
| Palmeiras                                                                                   | 4 - 3                                  | León Gool Club                         | Municipal de La Joya                   | La Joya                                | 11 de junio                            |                                        |                                        |                                        |                                        |                                        |                                        |                       |                       |                       |                       |                       |                       |                       |                       |                       |                       |                       |                       |                       |                       |                       |                       |                       |                       |                       |                       |                       |                       |                       |                       |                       |                       |                       |                       |
| Fusión América                                                                              | 1 - 0                                  | Alcides Carrión                        | Complejo Deportivo Roosevelt           | Selva Alegre                           | 11 de junio                            |                                        |                                        |                                        |                                        |                                        |                                        |                       |                       |                       |                       |                       |                       |                       |                       |                       |                       |                       |                       |                       |                       |                       |                       |                       |                       |                       |                       |                       |                       |                       |                       |                       |                       |                       |                       |
| Sportivo Huracán                                                                            | 2(4) - 2(2)                            | Real Castilla                          | Melgar                                 | Arequipa                               | 11 de junio                            |                                        |                                        |                                        |                                        |                                        |                                        |                       |                       |                       |                       |                       |                       |                       |                       |                       |                       |                       |                       |                       |                       |                       |                       |                       |                       |                       |                       |                       |                       |                       |                       |                       |                       |                       |                       |
| Defensor El Carmen                                                                          | 2 - 1                                  | San José                               | Segundo Calderon                       | Uchumayo                               | 11 de junio                            |                                        |                                        |                                        |                                        |                                        |                                        |                       |                       |                       |                       |                       |                       |                       |                       |                       |                       |                       |                       |                       |                       |                       |                       |                       |                       |                       |                       |                       |                       |                       |                       |                       |                       |                       |                       |
| Los Elegantes                                                                               | 0 - 3                                  | Cerrito Los Libres                     | Segundo Calderon                       | Uchumayo                               | 11 de junio                            |                                        |                                        |                                        |                                        |                                        |                                        |                       |                       |                       |                       |                       |                       |                       |                       |                       |                       |                       |                       |                       |                       |                       |                       |                       |                       |                       |                       |                       |                       |                       |                       |                       |                       |                       |                       |
| Deportivo Los Signos                                                                        | 2(4) - 2(2)                            | Real Católica                          | Olímpico de Ciudad de Dios             | Yura                                   | 11 de junio                            |                                        |                                        |                                        |                                        |                                        |                                        |                       |                       |                       |                       |                       |                       |                       |                       |                       |                       |                       |                       |                       |                       |                       |                       |                       |                       |                       |                       |                       |                       |                       |                       |                       |                       |                       |                       |
| Alas Peruanas                                                                               | 3(5) - 0(6)                            | Salsa Brava                            | Simón Bolívar                          | José Luis Bustamante y Rivero          | 11 de junio                            |                                        |                                        |                                        |                                        |                                        |                                        |                       |                       |                       |                       |                       |                       |                       |                       |                       |                       |                       |                       |                       |                       |                       |                       |                       |                       |                       |                       |                       |                       |                       |                       |                       |                       |                       |                       |
| Cuartos de final                                                                            |                                        |                                        |                                        |                                        |                                        |                                        |                                        |                                        |                                        |                                        |                                        |                       |                       |                       |                       |                       |                       |                       |                       |                       |                       |                       |                       |                       |                       |                       |                       |                       |                       |                       |                       |                       |                       |                       |                       |                       |                       |                       |                       |
| Sportivo Huracán                                                                            | 3 - 0                                  | Fusión América                         | Melgar                                 | Arequipa                               | 17 de junio                            |                                        |                                        |                                        |                                        |                                        |                                        |                       |                       |                       |                       |                       |                       |                       |                       |                       |                       |                       |                       |                       |                       |                       |                       |                       |                       |                       |                       |                       |                       |                       |                       |                       |                       |                       |                       |
| Cerrito Los Libres                                                                          | 3 - 2                                  | León Gool Club                         | Melgar                                 | Arequipa                               | 17 de junio                            |                                        |                                        |                                        |                                        |                                        |                                        |                       |                       |                       |                       |                       |                       |                       |                       |                       |                       |                       |                       |                       |                       |                       |                       |                       |                       |                       |                       |                       |                       |                       |                       |                       |                       |                       |                       |
| Saetas de Oro                                                                               | 3 - 1                                  | Deportivo Los Signos                   | Melgar                                 | Arequipa                               | 18 de junio                            |                                        |                                        |                                        |                                        |                                        |                                        |                       |                       |                       |                       |                       |                       |                       |                       |                       |                       |                       |                       |                       |                       |                       |                       |                       |                       |                       |                       |                       |                       |                       |                       |                       |                       |                       |                       |
| Defensor El Carmen                                                                          | 6 - 0                                  | Salsa Brava                            | Melgar                                 | Arequipa                               | 18 de junio                            |                                        |                                        |                                        |                                        |                                        |                                        |                       |                       |                       |                       |                       |                       |                       |                       |                       |                       |                       |                       |                       |                       |                       |                       |                       |                       |                       |                       |                       |                       |                       |                       |                       |                       |                       |                       |
| Cuadrangular Final                                                                          |                                        |                                        |                                        |                                        |                                        |                                        |                                        |                                        |                                        |                                        |                                        |                       |                       |                       |                       |                       |                       |                       |                       |                       |                       |                       |                       |                       |                       |                       |                       |                       |                       |                       |                       |                       |                       |                       |                       |                       |                       |                       |                       |
| Sportivo Huracán                                                                            | 3 - 2                                  | Cerrito Los Libres                     | Melgar                                 | Arequipa                               | 24 de junio                            |                                        |                                        |                                        |                                        |                                        |                                        |                       |                       |                       |                       |                       |                       |                       |                       |                       |                       |                       |                       |                       |                       |                       |                       |                       |                       |                       |                       |                       |                       |                       |                       |                       |                       |                       |                       |
| Defensor El Carmen                                                                          | 1 - 2                                  | Saetas de Oro                          | Melgar                                 | Arequipa                               | 24 de junio                            |                                        |                                        |                                        |                                        |                                        |                                        |                       |                       |                       |                       |                       |                       |                       |                       |                       |                       |                       |                       |                       |                       |                       |                       |                       |                       |                       |                       |                       |                       |                       |                       |                       |                       |                       |                       |
| Sportivo Huracán                                                                            | 0 - 1                                  | Defensor El Carmen                     | Municipal de Sachaca                   | Sachaca                                | 29 de junio                            |                                        |                                        |                                        |                                        |                                        |                                        |                       |                       |                       |                       |                       |                       |                       |                       |                       |                       |                       |                       |                       |                       |                       |                       |                       |                       |                       |                       |                       |                       |                       |                       |                       |                       |                       |                       |
| Cerrito Los Libres                                                                          | 2 - 0                                  | Saetas de Oro                          | Municipal de Sachaca                   | Sachaca                                | 29 de junio                            |                                        |                                        |                                        |                                        |                                        |                                        |                       |                       |                       |                       |                       |                       |                       |                       |                       |                       |                       |                       |                       |                       |                       |                       |                       |                       |                       |                       |                       |                       |                       |                       |                       |                       |                       |                       |
| Cerrito Los Libres                                                                          | 3 - 2                                  | Defensor El Carmen                     | Melgar                                 | Arequipa                               | 1 de julio                             |                                        |                                        |                                        |                                        |                                        |                                        |                       |                       |                       |                       |                       |                       |                       |                       |                       |                       |                       |                       |                       |                       |                       |                       |                       |                       |                       |                       |                       |                       |                       |                       |                       |                       |                       |                       |
| Sportivo Huracán                                                                            | 2 - 1                                  | Saetas de Oro                          | Melgar                                 | Arequipa                               | 1 de julio                             |                                        |                                        |                                        |                                        |                                        |                                        |                       |                       |                       |                       |                       |                       |                       |                       |                       |                       |                       |                       |                       |                       |                       |                       |                       |                       |                       |                       |                       |                       |                       |                       |                       |                       |                       |                       |
| Clasifican a la Departamental: Cerrito Los Libres (Campeón) y Sportivo Huracán (Subcampeón) |                                        |                                        |                                        |                                        |                                        |                                        |                                        |                                        |                                        |                                        |                                        |                       |                       |                       |                       |                       |                       |                       |                       |                       |                       |                       |                       |                       |                       |                       |                       |                       |                       |                       |                       |                       |                       |                       |                       |                       |                       |                       |                       |

- Caravelí: Los Chinitos y Cultural La Aguadita son los clasificados a la Etapa Departamental tras imponerse en sus duelos de semifinales.

| Etapa Provincial de Caravelí (Resumen)                             | Etapa Provincial de Caravelí (Resumen) | Etapa Provincial de Caravelí (Resumen) | Etapa Provincial de Caravelí (Resumen) | Etapa Provincial de Caravelí (Resumen) | Etapa Provincial de Caravelí (Resumen) | Etapa Provincial de Caravelí (Resumen) | Etapa Provincial de Caravelí (Resumen) | Etapa Provincial de Caravelí (Resumen) | Etapa Provincial de Caravelí (Resumen) | Etapa Provincial de Caravelí (Resumen) | Etapa Provincial de Caravelí (Resumen) |                  |                  |                  |                  |                  |                  |                  |                  |                  |                  |                  |                  |                  |                  |                  |                  |                  |                  |                  |                  |                  |                  |                  |                  |                  |                  |                  |                  |
| Local                                                              | Resultado                              | Visitante                              | Estadio                                | Distrito                               | Fecha                                  |                                        |                                        |                                        |                                        |                                        |                                        |                  |                  |                  |                  |                  |                  |                  |                  |                  |                  |                  |                  |                  |                  |                  |                  |                  |                  |                  |                  |                  |                  |                  |                  |                  |                  |                  |                  |
| Semifinales: Ida                                                   | Semifinales: Ida                       | Semifinales: Ida                       | Semifinales: Ida                       | Semifinales: Ida                       | Semifinales: Ida                       | Semifinales: Ida                       | Semifinales: Ida                       | Semifinales: Ida                       | Semifinales: Ida                       | Semifinales: Ida                       | Semifinales: Ida                       | Semifinales: Ida | Semifinales: Ida | Semifinales: Ida | Semifinales: Ida | Semifinales: Ida | Semifinales: Ida | Semifinales: Ida | Semifinales: Ida | Semifinales: Ida | Semifinales: Ida | Semifinales: Ida | Semifinales: Ida | Semifinales: Ida | Semifinales: Ida | Semifinales: Ida | Semifinales: Ida | Semifinales: Ida | Semifinales: Ida | Semifinales: Ida | Semifinales: Ida | Semifinales: Ida | Semifinales: Ida | Semifinales: Ida | Semifinales: Ida | Semifinales: Ida | Semifinales: Ida | Semifinales: Ida | Semifinales: Ida |
| ------------------------------------------------------------------ | -------------------------------------- | -------------------------------------- | -------------------------------------- | -------------------------------------- | -------------------------------------- | -------------------------------------- | -------------------------------------- | -------------------------------------- | -------------------------------------- | -------------------------------------- | -------------------------------------- | ---------------- | ---------------- | ---------------- | ---------------- | ---------------- | ---------------- | ---------------- | ---------------- | ---------------- | ---------------- | ---------------- | ---------------- | ---------------- | ---------------- | ---------------- | ---------------- | ---------------- | ---------------- | ---------------- | ---------------- | ---------------- | ---------------- | ---------------- | ---------------- | ---------------- | ---------------- | ---------------- | ---------------- |
| Los Chinitos                                                       | 1 - 0                                  | San Pedro                              | Municipal de Atico                     | Atico                                  | 29 de junio                            |                                        |                                        |                                        |                                        |                                        |                                        |                  |                  |                  |                  |                  |                  |                  |                  |                  |                  |                  |                  |                  |                  |                  |                  |                  |                  |                  |                  |                  |                  |                  |                  |                  |                  |                  |                  |
| Cultural La Aguadita                                               | 3 - 1                                  | F. B. C. Yauca                         | José Salomón Pineda                    | Chala                                  | 29 de junio                            |                                        |                                        |                                        |                                        |                                        |                                        |                  |                  |                  |                  |                  |                  |                  |                  |                  |                  |                  |                  |                  |                  |                  |                  |                  |                  |                  |                  |                  |                  |                  |                  |                  |                  |                  |                  |
| Semifinales: Vuelta                                                |                                        |                                        |                                        |                                        |                                        |                                        |                                        |                                        |                                        |                                        |                                        |                  |                  |                  |                  |                  |                  |                  |                  |                  |                  |                  |                  |                  |                  |                  |                  |                  |                  |                  |                  |                  |                  |                  |                  |                  |                  |                  |                  |
| San Pedro                                                          | 0 - 3                                  | Los Chinitos                           | José Salomón Pineda                    | Chala                                  | 2 de julio                             |                                        |                                        |                                        |                                        |                                        |                                        |                  |                  |                  |                  |                  |                  |                  |                  |                  |                  |                  |                  |                  |                  |                  |                  |                  |                  |                  |                  |                  |                  |                  |                  |                  |                  |                  |                  |
| F. B. C. Yauca                                                     | 0 - 1                                  | Cultural La Aguadita                   | Municipal de Yauca                     | Yauca                                  | 2 de julio                             |                                        |                                        |                                        |                                        |                                        |                                        |                  |                  |                  |                  |                  |                  |                  |                  |                  |                  |                  |                  |                  |                  |                  |                  |                  |                  |                  |                  |                  |                  |                  |                  |                  |                  |                  |                  |
| Clasifican a la Departamental: Los Chinitos y Cultural La Aguadita |                                        |                                        |                                        |                                        |                                        |                                        |                                        |                                        |                                        |                                        |                                        |                  |                  |                  |                  |                  |                  |                  |                  |                  |                  |                  |                  |                  |                  |                  |                  |                  |                  |                  |                  |                  |                  |                  |                  |                  |                  |                  |                  |

- Castilla: Debido a problemas con Registros Públicos las dos únicas ligas distritales que se jugaron son la de Uraca y Pampacolca. Social Corire fue el campeón de Uraca y clasificó, en Pampacolca campeonó Juventud Pampacolca que va como subcampeón provincial.

| Etapa Provincial de Castilla (Resumen)                                                    | Etapa Provincial de Castilla (Resumen) | Etapa Provincial de Castilla (Resumen) | Etapa Provincial de Castilla (Resumen) | Etapa Provincial de Castilla (Resumen) | Etapa Provincial de Castilla (Resumen) | Etapa Provincial de Castilla (Resumen) | Etapa Provincial de Castilla (Resumen) | Etapa Provincial de Castilla (Resumen) | Etapa Provincial de Castilla (Resumen) | Etapa Provincial de Castilla (Resumen) | Etapa Provincial de Castilla (Resumen) |                          |                          |                          |                          |                          |                          |                          |                          |                          |                          |                          |                          |                          |                          |                          |                          |                          |                          |                          |                          |                          |                          |                          |                          |                          |                          |                          |                          |
| Local                                                                                     | Resultado                              | Visitante                              | Estadio                                | Distrito                               | Fecha                                  |                                        |                                        |                                        |                                        |                                        |                                        |                          |                          |                          |                          |                          |                          |                          |                          |                          |                          |                          |                          |                          |                          |                          |                          |                          |                          |                          |                          |                          |                          |                          |                          |                          |                          |                          |                          |
| Liga Distrital de Viraco                                                                  | Liga Distrital de Viraco               | Liga Distrital de Viraco               | Liga Distrital de Viraco               | Liga Distrital de Viraco               | Liga Distrital de Viraco               | Liga Distrital de Viraco               | Liga Distrital de Viraco               | Liga Distrital de Viraco               | Liga Distrital de Viraco               | Liga Distrital de Viraco               | Liga Distrital de Viraco               | Liga Distrital de Viraco | Liga Distrital de Viraco | Liga Distrital de Viraco | Liga Distrital de Viraco | Liga Distrital de Viraco | Liga Distrital de Viraco | Liga Distrital de Viraco | Liga Distrital de Viraco | Liga Distrital de Viraco | Liga Distrital de Viraco | Liga Distrital de Viraco | Liga Distrital de Viraco | Liga Distrital de Viraco | Liga Distrital de Viraco | Liga Distrital de Viraco | Liga Distrital de Viraco | Liga Distrital de Viraco | Liga Distrital de Viraco | Liga Distrital de Viraco | Liga Distrital de Viraco | Liga Distrital de Viraco | Liga Distrital de Viraco | Liga Distrital de Viraco | Liga Distrital de Viraco | Liga Distrital de Viraco | Liga Distrital de Viraco | Liga Distrital de Viraco | Liga Distrital de Viraco |
| ----------------------------------------------------------------------------------------- | -------------------------------------- | -------------------------------------- | -------------------------------------- | -------------------------------------- | -------------------------------------- | -------------------------------------- | -------------------------------------- | -------------------------------------- | -------------------------------------- | -------------------------------------- | -------------------------------------- | ------------------------ | ------------------------ | ------------------------ | ------------------------ | ------------------------ | ------------------------ | ------------------------ | ------------------------ | ------------------------ | ------------------------ | ------------------------ | ------------------------ | ------------------------ | ------------------------ | ------------------------ | ------------------------ | ------------------------ | ------------------------ | ------------------------ | ------------------------ | ------------------------ | ------------------------ | ------------------------ | ------------------------ | ------------------------ | ------------------------ | ------------------------ | ------------------------ |
| Obrero Viraco                                                                             | 3 - 2                                  | Mambo de Machaguay                     | Municipal de Pampacolca                | Pampacolca                             | 28 de mayo                             |                                        |                                        |                                        |                                        |                                        |                                        |                          |                          |                          |                          |                          |                          |                          |                          |                          |                          |                          |                          |                          |                          |                          |                          |                          |                          |                          |                          |                          |                          |                          |                          |                          |                          |                          |                          |
| Final Provincial                                                                          |                                        |                                        |                                        |                                        |                                        |                                        |                                        |                                        |                                        |                                        |                                        |                          |                          |                          |                          |                          |                          |                          |                          |                          |                          |                          |                          |                          |                          |                          |                          |                          |                          |                          |                          |                          |                          |                          |                          |                          |                          |                          |                          |
| Social Corire                                                                             | 3 - 0                                  | Juventud Pampacolca                    | José Ricketts                          | Corire                                 | 25 de junio                            |                                        |                                        |                                        |                                        |                                        |                                        |                          |                          |                          |                          |                          |                          |                          |                          |                          |                          |                          |                          |                          |                          |                          |                          |                          |                          |                          |                          |                          |                          |                          |                          |                          |                          |                          |                          |
| Clasifican a la Departamental: Social Corire (Campeón) y Juventud Pampacolca (Subcampeón) |                                        |                                        |                                        |                                        |                                        |                                        |                                        |                                        |                                        |                                        |                                        |                          |                          |                          |                          |                          |                          |                          |                          |                          |                          |                          |                          |                          |                          |                          |                          |                          |                          |                          |                          |                          |                          |                          |                          |                          |                          |                          |                          |

- Caylloma: Internacional Majes clasificó a la Etapa Departamental como Campeón y Futuro Majes como Subcampeón tras ganar ambos el Cuadrangular final.

| Etapa Provincial de Caylloma (Resumen)                                                   | Etapa Provincial de Caylloma (Resumen) | Etapa Provincial de Caylloma (Resumen) | Etapa Provincial de Caylloma (Resumen) | Etapa Provincial de Caylloma (Resumen) | Etapa Provincial de Caylloma (Resumen) | Etapa Provincial de Caylloma (Resumen) | Etapa Provincial de Caylloma (Resumen) | Etapa Provincial de Caylloma (Resumen) | Etapa Provincial de Caylloma (Resumen) | Etapa Provincial de Caylloma (Resumen) | Etapa Provincial de Caylloma (Resumen) |                       |                       |                       |                       |                       |                       |                       |                       |                       |                       |                       |                       |                       |                       |                       |                       |                       |                       |                       |                       |                       |                       |                       |                       |                       |                       |                       |                       |
| Local                                                                                    | Resultado                              | Visitante                              | Estadio                                | Distrito                               | Fecha                                  |                                        |                                        |                                        |                                        |                                        |                                        |                       |                       |                       |                       |                       |                       |                       |                       |                       |                       |                       |                       |                       |                       |                       |                       |                       |                       |                       |                       |                       |                       |                       |                       |                       |                       |                       |                       |
| Primera Fase: Serie A                                                                    | Primera Fase: Serie A                  | Primera Fase: Serie A                  | Primera Fase: Serie A                  | Primera Fase: Serie A                  | Primera Fase: Serie A                  | Primera Fase: Serie A                  | Primera Fase: Serie A                  | Primera Fase: Serie A                  | Primera Fase: Serie A                  | Primera Fase: Serie A                  | Primera Fase: Serie A                  | Primera Fase: Serie A | Primera Fase: Serie A | Primera Fase: Serie A | Primera Fase: Serie A | Primera Fase: Serie A | Primera Fase: Serie A | Primera Fase: Serie A | Primera Fase: Serie A | Primera Fase: Serie A | Primera Fase: Serie A | Primera Fase: Serie A | Primera Fase: Serie A | Primera Fase: Serie A | Primera Fase: Serie A | Primera Fase: Serie A | Primera Fase: Serie A | Primera Fase: Serie A | Primera Fase: Serie A | Primera Fase: Serie A | Primera Fase: Serie A | Primera Fase: Serie A | Primera Fase: Serie A | Primera Fase: Serie A | Primera Fase: Serie A | Primera Fase: Serie A | Primera Fase: Serie A | Primera Fase: Serie A | Primera Fase: Serie A |
| ---------------------------------------------------------------------------------------- | -------------------------------------- | -------------------------------------- | -------------------------------------- | -------------------------------------- | -------------------------------------- | -------------------------------------- | -------------------------------------- | -------------------------------------- | -------------------------------------- | -------------------------------------- | -------------------------------------- | --------------------- | --------------------- | --------------------- | --------------------- | --------------------- | --------------------- | --------------------- | --------------------- | --------------------- | --------------------- | --------------------- | --------------------- | --------------------- | --------------------- | --------------------- | --------------------- | --------------------- | --------------------- | --------------------- | --------------------- | --------------------- | --------------------- | --------------------- | --------------------- | --------------------- | --------------------- | --------------------- | --------------------- |
| Futuro Majes                                                                             | 1 - 0                                  | Social Andino                          | Almirante Miguel Grau                  | El Pedregal                            | 21 de mayo                             |                                        |                                        |                                        |                                        |                                        |                                        |                       |                       |                       |                       |                       |                       |                       |                       |                       |                       |                       |                       |                       |                       |                       |                       |                       |                       |                       |                       |                       |                       |                       |                       |                       |                       |                       |                       |
| Unión Lari                                                                               | 0 - 2                                  | Internacional Majes                    | Municipal de Lari                      | Lari                                   | 21 de mayo                             |                                        |                                        |                                        |                                        |                                        |                                        |                       |                       |                       |                       |                       |                       |                       |                       |                       |                       |                       |                       |                       |                       |                       |                       |                       |                       |                       |                       |                       |                       |                       |                       |                       |                       |                       |                       |
| Internacional Majes                                                                      | 0 - 2                                  | Futuro Majes                           | Almirante Miguel Grau                  | El Pedregal                            | 28 de mayo                             |                                        |                                        |                                        |                                        |                                        |                                        |                       |                       |                       |                       |                       |                       |                       |                       |                       |                       |                       |                       |                       |                       |                       |                       |                       |                       |                       |                       |                       |                       |                       |                       |                       |                       |                       |                       |
| Social Andino                                                                            | 10 - 0                                 | Unión Lari                             | Municipal de Caylloma                  | Caylloma                               | 28 de mayo                             |                                        |                                        |                                        |                                        |                                        |                                        |                       |                       |                       |                       |                       |                       |                       |                       |                       |                       |                       |                       |                       |                       |                       |                       |                       |                       |                       |                       |                       |                       |                       |                       |                       |                       |                       |                       |
| Internacional Majes                                                                      | 5 - 2                                  | Social Andino                          | Almirante Miguel Grau                  | El Pedregal                            | 4 de junio                             |                                        |                                        |                                        |                                        |                                        |                                        |                       |                       |                       |                       |                       |                       |                       |                       |                       |                       |                       |                       |                       |                       |                       |                       |                       |                       |                       |                       |                       |                       |                       |                       |                       |                       |                       |                       |
| Futuro Majes                                                                             | 4 - 1                                  | Unión Lari                             | Almirante Miguel Grau                  | El Pedregal                            | 4 de junio                             |                                        |                                        |                                        |                                        |                                        |                                        |                       |                       |                       |                       |                       |                       |                       |                       |                       |                       |                       |                       |                       |                       |                       |                       |                       |                       |                       |                       |                       |                       |                       |                       |                       |                       |                       |                       |
| Cuadrangular Final                                                                       |                                        |                                        |                                        |                                        |                                        |                                        |                                        |                                        |                                        |                                        |                                        |                       |                       |                       |                       |                       |                       |                       |                       |                       |                       |                       |                       |                       |                       |                       |                       |                       |                       |                       |                       |                       |                       |                       |                       |                       |                       |                       |                       |
| Futuro Majes                                                                             | 1 - 2                                  | Internacional Majes                    | Almirante Miguel Grau                  | El Pedregal                            | 11 de junio                            |                                        |                                        |                                        |                                        |                                        |                                        |                       |                       |                       |                       |                       |                       |                       |                       |                       |                       |                       |                       |                       |                       |                       |                       |                       |                       |                       |                       |                       |                       |                       |                       |                       |                       |                       |                       |
| Atlético Juvenil Anansaya                                                                | 3 - 3                                  | Escuela Municipal Chivay               | Oswaldo Gómez                          | Chivay                                 | 11 de junio                            |                                        |                                        |                                        |                                        |                                        |                                        |                       |                       |                       |                       |                       |                       |                       |                       |                       |                       |                       |                       |                       |                       |                       |                       |                       |                       |                       |                       |                       |                       |                       |                       |                       |                       |                       |                       |
| Atlético Juvenil Anansaya                                                                | 1 - 2                                  | Internacional Majes                    | Oswaldo Gómez                          | Chivay                                 | 18 de junio                            |                                        |                                        |                                        |                                        |                                        |                                        |                       |                       |                       |                       |                       |                       |                       |                       |                       |                       |                       |                       |                       |                       |                       |                       |                       |                       |                       |                       |                       |                       |                       |                       |                       |                       |                       |                       |
| Escuela Municipal Chivay                                                                 | 1 - 3                                  | Futuro Majes                           | Oswaldo Gómez                          | Chivay                                 | 18 de junio                            |                                        |                                        |                                        |                                        |                                        |                                        |                       |                       |                       |                       |                       |                       |                       |                       |                       |                       |                       |                       |                       |                       |                       |                       |                       |                       |                       |                       |                       |                       |                       |                       |                       |                       |                       |                       |
| Futuro Majes                                                                             | 4 - 0                                  | Atlético Juvenil Anansaya              | Almirante Miguel Grau                  | El Pedregal                            | 25 de junio                            |                                        |                                        |                                        |                                        |                                        |                                        |                       |                       |                       |                       |                       |                       |                       |                       |                       |                       |                       |                       |                       |                       |                       |                       |                       |                       |                       |                       |                       |                       |                       |                       |                       |                       |                       |                       |
| Escuela Municipal Chivay                                                                 | 3 - 2                                  | Internacional Majes                    | Oswaldo Gómez                          | Chivay                                 | 25 de junio                            |                                        |                                        |                                        |                                        |                                        |                                        |                       |                       |                       |                       |                       |                       |                       |                       |                       |                       |                       |                       |                       |                       |                       |                       |                       |                       |                       |                       |                       |                       |                       |                       |                       |                       |                       |                       |
| Internacional Majes                                                                      | 2 - 2                                  | Futuro Majes                           | Almirante Miguel Grau                  | El Pedregal                            | 28 de junio                            |                                        |                                        |                                        |                                        |                                        |                                        |                       |                       |                       |                       |                       |                       |                       |                       |                       |                       |                       |                       |                       |                       |                       |                       |                       |                       |                       |                       |                       |                       |                       |                       |                       |                       |                       |                       |
| Escuela Municipal Chivay                                                                 | 2 - 0                                  | Atlético Juvenil Anansaya              | Oswaldo Gómez                          | Chivay                                 | 28 de junio                            |                                        |                                        |                                        |                                        |                                        |                                        |                       |                       |                       |                       |                       |                       |                       |                       |                       |                       |                       |                       |                       |                       |                       |                       |                       |                       |                       |                       |                       |                       |                       |                       |                       |                       |                       |                       |
| Internacional Majes                                                                      | 5 - 1                                  | Atlético Juvenil Anansaya              | Almirante Miguel Grau                  | El Pedregal                            | 2 de julio                             |                                        |                                        |                                        |                                        |                                        |                                        |                       |                       |                       |                       |                       |                       |                       |                       |                       |                       |                       |                       |                       |                       |                       |                       |                       |                       |                       |                       |                       |                       |                       |                       |                       |                       |                       |                       |
| Futuro Majes                                                                             | 2 - 1                                  | Escuela Municipal Chivay               | Almirante Miguel Grau                  | El Pedregal                            | 2 de julio                             |                                        |                                        |                                        |                                        |                                        |                                        |                       |                       |                       |                       |                       |                       |                       |                       |                       |                       |                       |                       |                       |                       |                       |                       |                       |                       |                       |                       |                       |                       |                       |                       |                       |                       |                       |                       |
| Internacional Majes                                                                      | 5 - 0                                  | Escuela Municipal Chivay               | Almirante Miguel Grau                  | El Pedregal                            | 5 de julio                             |                                        |                                        |                                        |                                        |                                        |                                        |                       |                       |                       |                       |                       |                       |                       |                       |                       |                       |                       |                       |                       |                       |                       |                       |                       |                       |                       |                       |                       |                       |                       |                       |                       |                       |                       |                       |
| Atlético Juvenil Anansaya                                                                | 0 - 1                                  | Futuro Majes                           | Oswaldo Gómez                          | Chivay                                 | 5 de julio                             |                                        |                                        |                                        |                                        |                                        |                                        |                       |                       |                       |                       |                       |                       |                       |                       |                       |                       |                       |                       |                       |                       |                       |                       |                       |                       |                       |                       |                       |                       |                       |                       |                       |                       |                       |                       |
| Clasifican a la Departamental: Internacional Majes (Campeón) y Futuro Majes (Subcampeón) |                                        |                                        |                                        |                                        |                                        |                                        |                                        |                                        |                                        |                                        |                                        |                       |                       |                       |                       |                       |                       |                       |                       |                       |                       |                       |                       |                       |                       |                       |                       |                       |                       |                       |                       |                       |                       |                       |                       |                       |                       |                       |                       |

- Islay: Ya se definió a ambos clasificados que son Inclán Sport Club y Sport Boys.

| Etapa Provincial de Islay (Resumen)                                                  | Etapa Provincial de Islay (Resumen) | Etapa Provincial de Islay (Resumen) | Etapa Provincial de Islay (Resumen) | Etapa Provincial de Islay (Resumen) | Etapa Provincial de Islay (Resumen) | Etapa Provincial de Islay (Resumen) | Etapa Provincial de Islay (Resumen) | Etapa Provincial de Islay (Resumen) | Etapa Provincial de Islay (Resumen) | Etapa Provincial de Islay (Resumen) | Etapa Provincial de Islay (Resumen) |         |         |         |         |         |         |         |         |         |         |         |         |         |         |         |         |         |         |         |         |         |         |         |         |         |         |         |         |
| Local                                                                                | Resultado                           | Visitante                           | Estadio                             | Distrito                            | Fecha                               |                                     |                                     |                                     |                                     |                                     |                                     |         |         |         |         |         |         |         |         |         |         |         |         |         |         |         |         |         |         |         |         |         |         |         |         |         |         |         |         |
| Grupo A                                                                              | Grupo A                             | Grupo A                             | Grupo A                             | Grupo A                             | Grupo A                             | Grupo A                             | Grupo A                             | Grupo A                             | Grupo A                             | Grupo A                             | Grupo A                             | Grupo A | Grupo A | Grupo A | Grupo A | Grupo A | Grupo A | Grupo A | Grupo A | Grupo A | Grupo A | Grupo A | Grupo A | Grupo A | Grupo A | Grupo A | Grupo A | Grupo A | Grupo A | Grupo A | Grupo A | Grupo A | Grupo A | Grupo A | Grupo A | Grupo A | Grupo A | Grupo A | Grupo A |
| ------------------------------------------------------------------------------------ | ----------------------------------- | ----------------------------------- | ----------------------------------- | ----------------------------------- | ----------------------------------- | ----------------------------------- | ----------------------------------- | ----------------------------------- | ----------------------------------- | ----------------------------------- | ----------------------------------- | ------- | ------- | ------- | ------- | ------- | ------- | ------- | ------- | ------- | ------- | ------- | ------- | ------- | ------- | ------- | ------- | ------- | ------- | ------- | ------- | ------- | ------- | ------- | ------- | ------- | ------- | ------- | ------- |
| Melgar Junior                                                                        | 1 - 1                               | Deán Valdivia                       | Juan Teodoro Medina                 | Matarani                            | 20 de mayo                          |                                     |                                     |                                     |                                     |                                     |                                     |         |         |         |         |         |         |         |         |         |         |         |         |         |         |         |         |         |         |         |         |         |         |         |         |         |         |         |         |
| Defensor Guardiola                                                                   | 1 - 3                               | Inclán Sport Club                   | Bicentenario                        | La Curva                            | 21 de mayo                          |                                     |                                     |                                     |                                     |                                     |                                     |         |         |         |         |         |         |         |         |         |         |         |         |         |         |         |         |         |         |         |         |         |         |         |         |         |         |         |         |
| Melgar Junior                                                                        | 3 - 2                               | Defensor Guardiola                  | Juan Teodoro Medina                 | Matarani                            | 27 de mayo                          |                                     |                                     |                                     |                                     |                                     |                                     |         |         |         |         |         |         |         |         |         |         |         |         |         |         |         |         |         |         |         |         |         |         |         |         |         |         |         |         |
| Deán Valdivia                                                                        | 0 - 4                               | Inclán Sport Club                   | Bicentenario                        | La Curva                            | 28 de mayo                          |                                     |                                     |                                     |                                     |                                     |                                     |         |         |         |         |         |         |         |         |         |         |         |         |         |         |         |         |         |         |         |         |         |         |         |         |         |         |         |         |
| Inclán Sport Club                                                                    | 5 - 4                               | Melgar Junior                       | Municipal de Mollendo               | Mollendo                            | 4 de junio                          |                                     |                                     |                                     |                                     |                                     |                                     |         |         |         |         |         |         |         |         |         |         |         |         |         |         |         |         |         |         |         |         |         |         |         |         |         |         |         |         |
| Defensor Guardiola                                                                   | 0 - 1                               | Deán Valdivia                       | Bicentenario                        | La Curva                            | 4 de junio                          |                                     |                                     |                                     |                                     |                                     |                                     |         |         |         |         |         |         |         |         |         |         |         |         |         |         |         |         |         |         |         |         |         |         |         |         |         |         |         |         |
| Deán Valdivia                                                                        | 3 - 0                               | Melgar Junior                       | Municipal de Mollendo               | Mollendo                            | 7 de junio                          |                                     |                                     |                                     |                                     |                                     |                                     |         |         |         |         |         |         |         |         |         |         |         |         |         |         |         |         |         |         |         |         |         |         |         |         |         |         |         |         |
| Grupo B                                                                              |                                     |                                     |                                     |                                     |                                     |                                     |                                     |                                     |                                     |                                     |                                     |         |         |         |         |         |         |         |         |         |         |         |         |         |         |         |         |         |         |         |         |         |         |         |         |         |         |         |         |
| Alianza Catas                                                                        | 1 - 1                               | Sport Boys                          | Municipal de Punta de Bombón        | Punta de Bombón                     | 21 de mayo                          |                                     |                                     |                                     |                                     |                                     |                                     |         |         |         |         |         |         |         |         |         |         |         |         |         |         |         |         |         |         |         |         |         |         |         |         |         |         |         |         |
| Deportivo Chacarita                                                                  | 1 - 4                               | Sporting Cristal                    | Benigno Pérez                       | Cocachacra                          | 21 de mayo                          |                                     |                                     |                                     |                                     |                                     |                                     |         |         |         |         |         |         |         |         |         |         |         |         |         |         |         |         |         |         |         |         |         |         |         |         |         |         |         |         |
| Sporting Cristal                                                                     | 1 - 2                               | Sport Boys                          | Benigno Pérez                       | Cocachacra                          | 28 de mayo                          |                                     |                                     |                                     |                                     |                                     |                                     |         |         |         |         |         |         |         |         |         |         |         |         |         |         |         |         |         |         |         |         |         |         |         |         |         |         |         |         |
| Deportivo Chacarita                                                                  | 0 - 3                               | Alianza Catas                       | Municipal de Punta de Bombón        | Punta de Bombón                     | 28 de mayo                          |                                     |                                     |                                     |                                     |                                     |                                     |         |         |         |         |         |         |         |         |         |         |         |         |         |         |         |         |         |         |         |         |         |         |         |         |         |         |         |         |
| Sport Boys                                                                           | 6 - 0                               | Deportivo Chacarita                 | Municipal de Mollendo               | Mollendo                            | 4 de junio                          |                                     |                                     |                                     |                                     |                                     |                                     |         |         |         |         |         |         |         |         |         |         |         |         |         |         |         |         |         |         |         |         |         |         |         |         |         |         |         |         |
| Alianza Catas                                                                        | 1 - 2                               | Sporting Cristal                    | Municipal de Punta de Bombón        | Punta de Bombón                     | 4 de junio                          |                                     |                                     |                                     |                                     |                                     |                                     |         |         |         |         |         |         |         |         |         |         |         |         |         |         |         |         |         |         |         |         |         |         |         |         |         |         |         |         |
| Semifinales: Ida                                                                     |                                     |                                     |                                     |                                     |                                     |                                     |                                     |                                     |                                     |                                     |                                     |         |         |         |         |         |         |         |         |         |         |         |         |         |         |         |         |         |         |         |         |         |         |         |         |         |         |         |         |
| Sport Boys                                                                           | 6 - 0                               | Deán Valdivia                       | Municipal de Mollendo               | Mollendo                            | 10 de junio                         |                                     |                                     |                                     |                                     |                                     |                                     |         |         |         |         |         |         |         |         |         |         |         |         |         |         |         |         |         |         |         |         |         |         |         |         |         |         |         |         |
| Sporting Cristal                                                                     | 1 - 2                               | Inclán Sport Club                   | Benigno Pérez                       | Cocachacra                          | 11 de junio                         |                                     |                                     |                                     |                                     |                                     |                                     |         |         |         |         |         |         |         |         |         |         |         |         |         |         |         |         |         |         |         |         |         |         |         |         |         |         |         |         |
| Semifinales: Vuelta                                                                  |                                     |                                     |                                     |                                     |                                     |                                     |                                     |                                     |                                     |                                     |                                     |         |         |         |         |         |         |         |         |         |         |         |         |         |         |         |         |         |         |         |         |         |         |         |         |         |         |         |         |
| Inclán Sport Club                                                                    | 2 - 0                               | Sporting Cristal                    | Municipal de Mollendo               | Mollendo                            | 17 de junio                         |                                     |                                     |                                     |                                     |                                     |                                     |         |         |         |         |         |         |         |         |         |         |         |         |         |         |         |         |         |         |         |         |         |         |         |         |         |         |         |         |
| Deán Valdivia                                                                        | 1 - 5                               | Sport Boys                          | Bicentenario                        | La Curva                            | 18 de junio                         |                                     |                                     |                                     |                                     |                                     |                                     |         |         |         |         |         |         |         |         |         |         |         |         |         |         |         |         |         |         |         |         |         |         |         |         |         |         |         |         |
| Final Provincial                                                                     |                                     |                                     |                                     |                                     |                                     |                                     |                                     |                                     |                                     |                                     |                                     |         |         |         |         |         |         |         |         |         |         |         |         |         |         |         |         |         |         |         |         |         |         |         |         |         |         |         |         |
| Sport Boys                                                                           | 3 - 1                               | Inclán Sport Club                   | Municipal de Mollendo               | Mollendo                            | 25 de junio                         |                                     |                                     |                                     |                                     |                                     |                                     |         |         |         |         |         |         |         |         |         |         |         |         |         |         |         |         |         |         |         |         |         |         |         |         |         |         |         |         |
| Clasifican a la Departamental: Sport Boys (Campeón) y Inclán Sport Club (Subcampeón) |                                     |                                     |                                     |                                     |                                     |                                     |                                     |                                     |                                     |                                     |                                     |         |         |         |         |         |         |         |         |         |         |         |         |         |         |         |         |         |         |         |         |         |         |         |         |         |         |         |         |

- Pretemporada Binacional: El equipo de Escuela Municipal Binacional jugó algunos partidos amistosos durante su pretemporada que comenzó en febrero.

| Escuela Municipal Binacional | 1 - 1 | Cerrito Los Libres           | Máximo Carrasco        | Paucarpata  | 9 de marzo  |
| Escuela Municipal Binacional | 2 - 1 | Cienciano                    | Rodolfo Ramos Catacora | Desaguadero | 19 de marzo |
| Escuela Municipal Binacional | 1 - 0 | Alfredo Salinas              | Municipal de Ayaviri   | Ayaviri     | 26 de marzo |
| Alfredo Salinas              | 1 - 0 | Escuela Municipal Binacional | Municipal de Espinar   | Yauri       | 2 de abril  |
| Escuela Municipal Binacional | 1 - 1 | Real Garcilaso               | Municipal Chiriwano    | Huancané    | 9 de abril  |
| Escuela Municipal Binacional | 3 - 2 | Reserva F. B. C. Melgar      | VIDEFA de Characato    | Characato   | 13 de abril |
| Escuela Municipal Binacional | 3 - 0 | F. B. C. Aurora              | Pedro P. Díaz          | Paucarpata  | 16 de abril |
| Futuro Majes                 | 0 - 3 | Escuela Municipal Binacional | Almirante Miguel Grau  | El Pedregal | 23 de abril |
| Miguel Grau                  | 0 - 3 | Escuela Municipal Binacional | Monumental Condebamba  | Abancay     | 28 de abril |
| Deportivo Garcilaso          | 0 - 3 | Escuela Municipal Binacional | Inca Garcilaso         | Cusco       | 7 de mayo   |
| Escuela Municipal Binacional | 1 - 1 | F. B. C. Melgar              | Mariano Melgar         | Arequipa    | 7 de junio  |
| Social Corire                | 0 - 0 | Escuela Municipal Binacional | José Ricketts          | Corire      | 11 de junio |
| León Gool Club               | 0 - 7 | Escuela Municipal Binacional | Juan Velasco Alvarado  | Hunter      | 15 de junio |
| Escuela Municipal Binacional | 8 - 0 | Deportivo Los Signos         | Máximo Carrasco        | Paucarpata  | 16 de junio |
| Escuela Municipal Binacional | 6 - 1 | Reserva F. B. C. Melgar      | Modelo                 | Ilave       | 1 de julio  |

## Equipos participantes
| Provincia  | Distrito          | Club                         | Condición               | Director Técnico  | Localía                         |
| ---------- | ----------------- | ---------------------------- | ----------------------- | ----------------- | ------------------------------- |
| Arequipa   | Cayma             | Cerrito Los Libres           | Campeón Provincial      | Elard Delgado     | Estadio Municipal La Tomilla    |
| Arequipa   | Arequipa          | Sportivo Huracán             | Subcampeón Provincial   | Raúl Obando       | Estadio Mariano Melgar          |
| Arequipa   | Paucarpata        | Escuela Municipal Binacional | Tercer lugar Finalísima | Erick Torres      | Estadio Pedro P. Diaz           |
| Camaná     | Samuel Pastor     | Unión Huacapuy               | Campeón Provincial      | Anthony Flores    | Estadio Raúl Gorriti Drago      |
| Camaná     | Camaná            | Deportivo Estrella           | Subcampeón Provincial   | Alfredo Luna      | Estadio 9 de Noviembre          |
| Caravelí   | Atico             | Los Chinitos                 | Campeón Provincial      | Walter Zevallos   | Estadio Municipal de Atico      |
| Caravelí   | Chala             | Cultural La Aguadita         | Subcampeón Provincial   | TBA               | Estadio José Salomón Pineda     |
| Castilla   | Uraca             | Social Corire                | Campeón Provincial      | Carlos Márquez    | Estadio José Ricketts           |
| Castilla   | Pampacolca        | Juvenil Pampacolca           | Subcampeón Provincial   | Jorge Pastor      | Estadio Municipal de Pampacolca |
| Caylloma   | Majes             | Internacional Majes          | Campeón Provincial      | Giovanni Delgado  | Estadio Almirante Miguel Grau   |
| Caylloma   | Majes             | Futuro Majes                 | Subcampeón Provincial   | Christian Zúñiga  | Estadio Almirante Miguel Grau   |
| Condesuyos | Yanaquihua        | Minero Charco                | Campeón Provincial      | Pedro Ramírez     | Estadio Municipal de Yanaquihua |
| Condesuyos | Chuquibamba       | Juvenil Arequipa             | Subcampeón Provincial   | TBA               | Estadio Los Estudiantes         |
| Islay      | Mollendo          | Sport Boys                   | Campeón Provincial      | Héctor Arenas     | Estadio Municipal de Mollendo   |
| Islay      | Mollendo          | Inclán Sport Club            | Subcampeón Provincial   | Wilber Zúñiga     | Estadio Municipal de Mollendo   |
| La Unión   | Sin Participantes | Sin Participantes            | Sin Participantes       | Sin Participantes | Sin Participantes               |

| EM Binacional Social Corire Sport Boys Inclán Sport Club Deportivo Estrella Unión Huacapuy Juventud Pampacolca Juvenil Arequipa Minero Charco Cerrito Los Libres Sportivo Huracán Los Chinitos Cultural La Aguadita Internacional Majes Futuro Majes |

## Primera fase
Siete Series (6 series de dos equipos y 1 de tres equipos) donde jugaran partidos de ida y vuelta, sin tomar en cuenta diferencia de goles. En caso haya empate de puntaje se jugará un tercer partido en campo Neutral. 
La Serie G que consta de tres equipos se juega a una sola ronda donde cada equipo será local una sola vez.

### Serie A
| Domingo 9 de julio, TBA | Cultural La Aguadita                        | 3:2 (0:0) | Internacional Majes                     | Estadio José Salomón Pineda, Chala |                             |
|                         | Juan Segura 50' 60' · Jesserman Ramírez 90' |           | Roberto Huanca 69' · Piero Chirinos 85' | Árbitro(s): Johan Gutiérrez        | Árbitro(s): Johan Gutiérrez |

| Domingo 16 de julio, 15:30 | Internacional Majes                                                           | 7:1 (4:0) | Cultural La Aguadita | Estadio Almirante Miguel Grau, El Pedregal |                         |
|                            | Joao Contreras 11' 13' · José Flores 17' · Piero Chirinos 42' · Bryan Pasache |           | Jeserman Ramírez     | Árbitro(s): Por Definir                    | Árbitro(s): Por Definir |

| Sábado 22 de julio, 15:00 | Internacional Majes | 3:0 (3:0) (W. O.) | Cultural La Aguadita | Estadio José Ricketts, Corire |  |
|                           |                     |                   |                      | Árbitro(s): Por Definir       |  |

### Serie B
| Domingo 9 de julio, 15:15 | Deportivo Estrella  | 1:0 (0:0) | Minero Charco | Estadio 9 de Noviembre, Camaná |                             |
|                           | Carlos Martínez 74' |           |               | Árbitro(s): Guillermo Luque    | Árbitro(s): Guillermo Luque |

| Deportivo Estrella (Camaná) vs Minero Charco (Condesuyos) | Deportivo Estrella (Camaná) vs Minero Charco (Condesuyos) | Deportivo Estrella (Camaná) vs Minero Charco (Condesuyos) |                                    |                                    |                                    |                                    |                                    |                                    |                                    |                                    |                                    |                                    |                                    |                                    |                                    |                                    |                                    |                                    |                                    |
| Deportivo Estrella - Minero Charco                        | Deportivo Estrella - Minero Charco                        | Deportivo Estrella - Minero Charco                        | Deportivo Estrella - Minero Charco | Deportivo Estrella - Minero Charco | Deportivo Estrella - Minero Charco | Deportivo Estrella - Minero Charco | Deportivo Estrella - Minero Charco | Deportivo Estrella - Minero Charco | Deportivo Estrella - Minero Charco | Deportivo Estrella - Minero Charco | Deportivo Estrella - Minero Charco | Deportivo Estrella - Minero Charco | Deportivo Estrella - Minero Charco | Deportivo Estrella - Minero Charco | Deportivo Estrella - Minero Charco | Deportivo Estrella - Minero Charco | Deportivo Estrella - Minero Charco | Deportivo Estrella - Minero Charco | Deportivo Estrella - Minero Charco |
| --------------------------------------------------------- | --------------------------------------------------------- | --------------------------------------------------------- | ---------------------------------- | ---------------------------------- | ---------------------------------- | ---------------------------------- | ---------------------------------- | ---------------------------------- | ---------------------------------- | ---------------------------------- | ---------------------------------- | ---------------------------------- | ---------------------------------- | ---------------------------------- | ---------------------------------- | ---------------------------------- | ---------------------------------- | ---------------------------------- | ---------------------------------- |

| 1          | Guardameta     | Pedro Cahuana      |  |
| 22         | Defensa        | Fidel Cabrera      |  |
| 15         | Defensa        | Yonatan Contreras  |  |
| 11         | Defensa        | Juan Vizconde      |  |
| 4          | Defensa        | Jonathan Kong      |  |
| 7          | Centrocampista | Harold Talavera    |  |
| 14         | Centrocampista | Piero Corzo        |  |
| 20         | Centrocampista | Carlos Martínez    |  |
| 15         | Delantero      | Gean Marco Montoya |  |
| 12         | Delantero      | José Riega         |  |
| 9          | Delantero      | Jorge Gutiérrez    |  |
| Entrenador | Entrenador     | Alfredo Luna       |  |

| 1          | Guardameta     | Pascualy Huamaní |  |
| 4          | Defensa        | Juan Robalino    |  |
| 18         | Defensa        | Alan Llerena     |  |
| 2          | Defensa        | Juan Esquiagola  |  |
| 8          | Defensa        | Antonio Mendoza  |  |
| 15         | Centrocampista | Eduardo Huamaní  |  |
| 16         | Centrocampista | Hantony Neuman   |  |
| 11         | Centrocampista | Christofer Milón |  |
| 12         | Centrocampista | Enrique Yapo     |  |
| 7          | Delantero      | Percy Peralta    |  |
| 9          | Delantero      | David Checca     |  |
| Entrenador | Entrenador     | Pedro Ramírez    |  |

| Anotado | 74' | Carlos Martínez | 1-0 |

| Árbitro | Guillermo Luque |

| 1          | Guardameta     | Pedro Cahuana      |  |
| 22         | Defensa        | Fidel Cabrera      |  |
| 15         | Defensa        | Yonatan Contreras  |  |
| 11         | Defensa        | Juan Vizconde      |  |
| 4          | Defensa        | Jonathan Kong      |  |
| 7          | Centrocampista | Harold Talavera    |  |
| 14         | Centrocampista | Piero Corzo        |  |
| 20         | Centrocampista | Carlos Martínez    |  |
| 15         | Delantero      | Gean Marco Montoya |  |
| 12         | Delantero      | José Riega         |  |
| 9          | Delantero      | Jorge Gutiérrez    |  |
| Entrenador | Entrenador     | Alfredo Luna       |  |

| 1          | Guardameta     | Pascualy Huamaní |  |
| 4          | Defensa        | Juan Robalino    |  |
| 18         | Defensa        | Alan Llerena     |  |
| 2          | Defensa        | Juan Esquiagola  |  |
| 8          | Defensa        | Antonio Mendoza  |  |
| 15         | Centrocampista | Eduardo Huamaní  |  |
| 16         | Centrocampista | Hantony Neuman   |  |
| 11         | Centrocampista | Christofer Milón |  |
| 12         | Centrocampista | Enrique Yapo     |  |
| 7          | Delantero      | Percy Peralta    |  |
| 9          | Delantero      | David Checca     |  |
| Entrenador | Entrenador     | Pedro Ramírez    |  |

| Anotado | 74' | Carlos Martínez | 1-0 |

| Árbitro | Guillermo Luque |

| Domingo 16 de julio, 15:00 | Minero Charco     | 2:4 (0:2) | Deportivo Estrella                                                | Estadio Municipal de Yanaquihua, Yanaquihua |                            |
|                            | Anotado · Anotado |           | Ángel Carazas · Gianmarco Montoya · Yhampier Pinto · Gerson López | Árbitro(s): Marco Casillas                  | Árbitro(s): Marco Casillas |

### Serie C
| Domingo 9 de julio, 15:30 | Futuro Majes | 0:2 (0:2) | Los Chinitos                            | Estadio Almirante Miguel Grau, El Pedregal |                            |
|                           |              |           | Víctor Arana 10' · Carlos Caballero 13' | Árbitro(s): Jorge Martínez                 | Árbitro(s): Jorge Martínez |

| Domingo 16 de julio, 15:30 | Los Chinitos | 0:1 (0:1) | Futuro Majes | Estadio Municipal de Atico, Atico |  |
|                            |              |           |              | Árbitro(s): Por Definir           |  |

| Domingo 23 de julio, 15:00 | Los Chinitos | 3:2 (1:1) | Futuro Majes | Estadio 9 de Noviembre, Camaná |  |
|                            |              |           |              | Árbitro(s): Por Definir        |  |

### Serie D
| Sábado 8 de julio, 15:30 | Sportivo Huracán     | 1:1 (1:0) | Sport Boys        | Estadio Mariano Melgar, Arequipa |                            |
|                          | Anthony Rodríguez 3' |           | Carlos Montes 76' | Árbitro(s): Marco Casillas       | Árbitro(s): Marco Casillas |

| Sportivo Huracán (Arequipa) vs Sport Boys (Islay) | Sportivo Huracán (Arequipa) vs Sport Boys (Islay) | Sportivo Huracán (Arequipa) vs Sport Boys (Islay) |                               |                               |                               |                               |                               |                               |                               |                               |                               |                               |                               |                               |                               |                               |                               |                               |                               |
| Sportivo Huracán - Sport Boys                     | Sportivo Huracán - Sport Boys                     | Sportivo Huracán - Sport Boys                     | Sportivo Huracán - Sport Boys | Sportivo Huracán - Sport Boys | Sportivo Huracán - Sport Boys | Sportivo Huracán - Sport Boys | Sportivo Huracán - Sport Boys | Sportivo Huracán - Sport Boys | Sportivo Huracán - Sport Boys | Sportivo Huracán - Sport Boys | Sportivo Huracán - Sport Boys | Sportivo Huracán - Sport Boys | Sportivo Huracán - Sport Boys | Sportivo Huracán - Sport Boys | Sportivo Huracán - Sport Boys | Sportivo Huracán - Sport Boys | Sportivo Huracán - Sport Boys | Sportivo Huracán - Sport Boys | Sportivo Huracán - Sport Boys |
| ------------------------------------------------- | ------------------------------------------------- | ------------------------------------------------- | ----------------------------- | ----------------------------- | ----------------------------- | ----------------------------- | ----------------------------- | ----------------------------- | ----------------------------- | ----------------------------- | ----------------------------- | ----------------------------- | ----------------------------- | ----------------------------- | ----------------------------- | ----------------------------- | ----------------------------- | ----------------------------- | ----------------------------- |

| 1          | Guardameta     | Jamil Paredes     |       |
| 16         | Defensa        | Kévin Lazaro      | Salió |
| 5          | Defensa        | Davidson Cordero  |       |
| 13         | Defensa        | Christian Coronel |       |
| 8          | Defensa        | Michael Núñez     |       |
| 27         | Centrocampista | Marco Ollaguez    |       |
| 15         | Centrocampista | Gean Cervantes    |       |
| 10         | Centrocampista | Marco Martínez    |       |
| 25         | Delantero      | Joel Ravelo       |       |
| 26         | Delantero      | Anthony Rodríguez |       |
| 22         | Delantero      | Henry Meléndez    | 8'    |
| Entrenador | Entrenador     | Raúl Obando       |       |

| 1          | Guardameta     | Pablo Pastor      |       |
| 4          | Defensa        | Raúl Morales      |       |
| 3          | Defensa        | Kevin Monroy      |       |
| 20         | Defensa        | Percy Minaya      |       |
| 16         | Defensa        | Ayrton Esquiagola | Salió |
| 24         | Centrocampista | Elard Zea         |       |
| 19         | Centrocampista | Eduardo Astorga   |       |
| 6          | Centrocampista | Luis Delgado      |       |
| 7          | Centrocampista | Julio Vargas      |       |
| 17         | Delantero      | Mascio Delgado    | Salió |
| 11         | Delantero      | Vladimir Tejada   | Salió |
| Entrenador | Entrenador     | Héctor Arenas     |       |

| 11 | Centrocampista | Ney Tapia    | 8'    |
| 17 | Defensa        | Luis Arizaga | Entró |

| 8  | Defensa        | Michael Torres  | Entró |
| 13 | Centrocampista | Carlos Montes   | Entró |
| 14 | Delantero      | Farid Abugattas | Entró |

| Anotado | 3' | Anthony Rodríguez | 1-0 |

| Anotado | 76' | Carlos Montes | 1-1 |

| Árbitro | Marco Casillas |

| 1          | Guardameta     | Jamil Paredes     |       |
| 16         | Defensa        | Kévin Lazaro      | Salió |
| 5          | Defensa        | Davidson Cordero  |       |
| 13         | Defensa        | Christian Coronel |       |
| 8          | Defensa        | Michael Núñez     |       |
| 27         | Centrocampista | Marco Ollaguez    |       |
| 15         | Centrocampista | Gean Cervantes    |       |
| 10         | Centrocampista | Marco Martínez    |       |
| 25         | Delantero      | Joel Ravelo       |       |
| 26         | Delantero      | Anthony Rodríguez |       |
| 22         | Delantero      | Henry Meléndez    | 8'    |
| Entrenador | Entrenador     | Raúl Obando       |       |

| 1          | Guardameta     | Pablo Pastor      |       |
| 4          | Defensa        | Raúl Morales      |       |
| 3          | Defensa        | Kevin Monroy      |       |
| 20         | Defensa        | Percy Minaya      |       |
| 16         | Defensa        | Ayrton Esquiagola | Salió |
| 24         | Centrocampista | Elard Zea         |       |
| 19         | Centrocampista | Eduardo Astorga   |       |
| 6          | Centrocampista | Luis Delgado      |       |
| 7          | Centrocampista | Julio Vargas      |       |
| 17         | Delantero      | Mascio Delgado    | Salió |
| 11         | Delantero      | Vladimir Tejada   | Salió |
| Entrenador | Entrenador     | Héctor Arenas     |       |

| 11 | Centrocampista | Ney Tapia    | 8'    |
| 17 | Defensa        | Luis Arizaga | Entró |

| 8  | Defensa        | Michael Torres  | Entró |
| 13 | Centrocampista | Carlos Montes   | Entró |
| 14 | Delantero      | Farid Abugattas | Entró |

| Anotado | 3' | Anthony Rodríguez | 1-0 |

| Anotado | 76' | Carlos Montes | 1-1 |

| Árbitro | Marco Casillas |

| Domingo 16 de julio, 15:00 | Sport Boys       | 1:2 (0:1) | Sportivo Huracán                     | Estadio Municipal de Mollendo, Mollendo |                          |
|                            | Percy Minaya 79' |           | Álvaro Ballón 19' · Luis Arizaga 69' | Árbitro(s): Milton Dongo                | Árbitro(s): Milton Dongo |

| Sport Boys (Islay) vs Sportivo Huracán (Arequipa) | Sport Boys (Islay) vs Sportivo Huracán (Arequipa) | Sport Boys (Islay) vs Sportivo Huracán (Arequipa) |                               |                               |                               |                               |                               |                               |                               |                               |                               |                               |                               |                               |                               |                               |                               |                               |                               |
| Sport Boys - Sportivo Huracán                     | Sport Boys - Sportivo Huracán                     | Sport Boys - Sportivo Huracán                     | Sport Boys - Sportivo Huracán | Sport Boys - Sportivo Huracán | Sport Boys - Sportivo Huracán | Sport Boys - Sportivo Huracán | Sport Boys - Sportivo Huracán | Sport Boys - Sportivo Huracán | Sport Boys - Sportivo Huracán | Sport Boys - Sportivo Huracán | Sport Boys - Sportivo Huracán | Sport Boys - Sportivo Huracán | Sport Boys - Sportivo Huracán | Sport Boys - Sportivo Huracán | Sport Boys - Sportivo Huracán | Sport Boys - Sportivo Huracán | Sport Boys - Sportivo Huracán | Sport Boys - Sportivo Huracán | Sport Boys - Sportivo Huracán |
| ------------------------------------------------- | ------------------------------------------------- | ------------------------------------------------- | ----------------------------- | ----------------------------- | ----------------------------- | ----------------------------- | ----------------------------- | ----------------------------- | ----------------------------- | ----------------------------- | ----------------------------- | ----------------------------- | ----------------------------- | ----------------------------- | ----------------------------- | ----------------------------- | ----------------------------- | ----------------------------- | ----------------------------- |

| 1          | Guardameta     | Pablo Pastor      |  |
| 4          | Defensa        | Raúl Morales      |  |
| 3          | Defensa        | Kevin Monroy      |  |
| 20         | Defensa        | Percy Minaya      |  |
| 16         | Defensa        | Ayrton Esquiagola |  |
| 19         | Centrocampista | Eduardo Astorga   |  |
| 7          | Centrocampista | Julio Vargas      |  |
| 8          | Centrocampista | Michael Torres    |  |
| 24         | Centrocampista | Elard Zea         |  |
| 17         | Delantero      | Mascio Delgado    |  |
| 11         | Delantero      | Vladimir Tejada   |  |
| Entrenador | Entrenador     | Héctor Arenas     |  |

| 1          | Guardameta     | Jamil Paredes     |  |
| 13         | Defensa        | Christian Coronel |  |
| 5          | Defensa        | Davidson Cordero  |  |
| 2          | Defensa        | Ramiro Benavente  |  |
| 8          | Defensa        | Michael Núñez     |  |
| 17         | Centrocampista | Luis Arizaga      |  |
| 15         | Centrocampista | Gean Cervantes    |  |
| 10         | Centrocampista | Marco Martínez    |  |
| 26         | Centrocampista | Marco Ollaguez    |  |
| 26         | Delantero      | Anthony Rodríguez |  |
| 22         | Delantero      | Álvaro Ballón     |  |
| Entrenador | Entrenador     | Raúl Obando       |  |

| Anotado | 79' | Percy Minaya | 1-1 |

| Anotado | 19' | Álvaro Ballón | 0-1 |
| Anotado | 69' | Luis Arizaga  | 1-2 |

| Árbitro | Milton Dongo |

| 1          | Guardameta     | Pablo Pastor      |  |
| 4          | Defensa        | Raúl Morales      |  |
| 3          | Defensa        | Kevin Monroy      |  |
| 20         | Defensa        | Percy Minaya      |  |
| 16         | Defensa        | Ayrton Esquiagola |  |
| 19         | Centrocampista | Eduardo Astorga   |  |
| 7          | Centrocampista | Julio Vargas      |  |
| 8          | Centrocampista | Michael Torres    |  |
| 24         | Centrocampista | Elard Zea         |  |
| 17         | Delantero      | Mascio Delgado    |  |
| 11         | Delantero      | Vladimir Tejada   |  |
| Entrenador | Entrenador     | Héctor Arenas     |  |

| 1          | Guardameta     | Jamil Paredes     |  |
| 13         | Defensa        | Christian Coronel |  |
| 5          | Defensa        | Davidson Cordero  |  |
| 2          | Defensa        | Ramiro Benavente  |  |
| 8          | Defensa        | Michael Núñez     |  |
| 17         | Centrocampista | Luis Arizaga      |  |
| 15         | Centrocampista | Gean Cervantes    |  |
| 10         | Centrocampista | Marco Martínez    |  |
| 26         | Centrocampista | Marco Ollaguez    |  |
| 26         | Delantero      | Anthony Rodríguez |  |
| 22         | Delantero      | Álvaro Ballón     |  |
| Entrenador | Entrenador     | Raúl Obando       |  |

| Anotado | 79' | Percy Minaya | 1-1 |

| Anotado | 19' | Álvaro Ballón | 0-1 |
| Anotado | 69' | Luis Arizaga  | 1-2 |

| Árbitro | Milton Dongo |

### Serie E
| Sábado 8 de julio, 13:00 | Juvenil Pampacolca                        | 2:1 (2:0) | Unión Huacapuy    | Estadio Mariano Melgar (**), Arequipa |                          |
|                          | Cesar Marroquín 10' · Anthony Murillo 25' |           | Robert Chávez 61' | Árbitro(s): Elvis Aliaga              | Árbitro(s): Elvis Aliaga |

| Juvenil Pampacolca (Castilla) vs Unión Huacapuy (Camaná) | Juvenil Pampacolca (Castilla) vs Unión Huacapuy (Camaná) | Juvenil Pampacolca (Castilla) vs Unión Huacapuy (Camaná) |                                     |                                     |                                     |                                     |                                     |                                     |                                     |                                     |                                     |                                     |                                     |                                     |                                     |                                     |                                     |                                     |                                     |
| Juvenil Pampacolca - Unión Huacapuy                      | Juvenil Pampacolca - Unión Huacapuy                      | Juvenil Pampacolca - Unión Huacapuy                      | Juvenil Pampacolca - Unión Huacapuy | Juvenil Pampacolca - Unión Huacapuy | Juvenil Pampacolca - Unión Huacapuy | Juvenil Pampacolca - Unión Huacapuy | Juvenil Pampacolca - Unión Huacapuy | Juvenil Pampacolca - Unión Huacapuy | Juvenil Pampacolca - Unión Huacapuy | Juvenil Pampacolca - Unión Huacapuy | Juvenil Pampacolca - Unión Huacapuy | Juvenil Pampacolca - Unión Huacapuy | Juvenil Pampacolca - Unión Huacapuy | Juvenil Pampacolca - Unión Huacapuy | Juvenil Pampacolca - Unión Huacapuy | Juvenil Pampacolca - Unión Huacapuy | Juvenil Pampacolca - Unión Huacapuy | Juvenil Pampacolca - Unión Huacapuy | Juvenil Pampacolca - Unión Huacapuy |
| -------------------------------------------------------- | -------------------------------------------------------- | -------------------------------------------------------- | ----------------------------------- | ----------------------------------- | ----------------------------------- | ----------------------------------- | ----------------------------------- | ----------------------------------- | ----------------------------------- | ----------------------------------- | ----------------------------------- | ----------------------------------- | ----------------------------------- | ----------------------------------- | ----------------------------------- | ----------------------------------- | ----------------------------------- | ----------------------------------- | ----------------------------------- |

| 1          | Guardameta     | Joel Cabrera     |       |
| 13         | Defensa        | Anthony Murillo  |       |
| 10         | Defensa        | Michael Castillo |       |
| 9          | Defensa        | Héctor Goryona   |       |
| 11         | Defensa        | Rodrigo Paredes  |       |
| 18         | Centrocampista | Mario Luna       |       |
| 15         | Centrocampista | Frank Tinoco     |       |
| 4          | Centrocampista | Anderson Jilapa  |       |
| 12         | Centrocampista | César Marroquín  |       |
| 6          | Delantero      | Jaime Apaza      | Salió |
| 3          | Delantero      | Kevin Chávez     |       |
| Entrenador | Entrenador     | Jorge Pastor     |       |

| 71         | Guardameta     | Alonso Yépez         |       |
| 24         | Defensa        | Erick Neyra          |       |
| 15         | Defensa        | José Mogrovejo       |       |
| 14         | Defensa        | André Castro         | Salió |
| 3          | Defensa        | Arnaldo Cabanillas   |       |
| 22         | Centrocampista | Jesús Neyra          |       |
| 21         | Centrocampista | Luis Salazar         |       |
| 7          | Centrocampista | Gean Pierre Briceño  |       |
| 20         | Centrocampista | Franco Dávila        |       |
| 18         | Delantero      | Alberth Berlanga     |       |
| 25         | Delantero      | Juan Carlos Villalba | Salió |
| Entrenador | Entrenador     | Anthony Flores       |       |

| 23 | Delantero | Mathew Andrade | Entró |

| 13 | Centrocampista | Gilbert Ocola | Entró |
| 23 | Delantero      | Robert Chávez | Entró |

| Anotado | 10' | Cesar Marroquín | 1-0 |
| Anotado | 25' | Anthony Murillo | 2-0 |

| Anotado | 61' | Robert Chávez | 2-1 |

| Árbitro | Elvis Aliaga |

| 1          | Guardameta     | Joel Cabrera     |       |
| 13         | Defensa        | Anthony Murillo  |       |
| 10         | Defensa        | Michael Castillo |       |
| 9          | Defensa        | Héctor Goryona   |       |
| 11         | Defensa        | Rodrigo Paredes  |       |
| 18         | Centrocampista | Mario Luna       |       |
| 15         | Centrocampista | Frank Tinoco     |       |
| 4          | Centrocampista | Anderson Jilapa  |       |
| 12         | Centrocampista | César Marroquín  |       |
| 6          | Delantero      | Jaime Apaza      | Salió |
| 3          | Delantero      | Kevin Chávez     |       |
| Entrenador | Entrenador     | Jorge Pastor     |       |

| 71         | Guardameta     | Alonso Yépez         |       |
| 24         | Defensa        | Erick Neyra          |       |
| 15         | Defensa        | José Mogrovejo       |       |
| 14         | Defensa        | André Castro         | Salió |
| 3          | Defensa        | Arnaldo Cabanillas   |       |
| 22         | Centrocampista | Jesús Neyra          |       |
| 21         | Centrocampista | Luis Salazar         |       |
| 7          | Centrocampista | Gean Pierre Briceño  |       |
| 20         | Centrocampista | Franco Dávila        |       |
| 18         | Delantero      | Alberth Berlanga     |       |
| 25         | Delantero      | Juan Carlos Villalba | Salió |
| Entrenador | Entrenador     | Anthony Flores       |       |

| 23 | Delantero | Mathew Andrade | Entró |

| 13 | Centrocampista | Gilbert Ocola | Entró |
| 23 | Delantero      | Robert Chávez | Entró |

| Anotado | 10' | Cesar Marroquín | 1-0 |
| Anotado | 25' | Anthony Murillo | 2-0 |

| Anotado | 61' | Robert Chávez | 2-1 |

| Árbitro | Elvis Aliaga |

| Domingo 16 de julio, 15:30 | Unión Huacapuy          | 1:0 (1:0) | Juvenil Pampacolca | Estadio 9 de Noviembre, Camaná |                         |
|                            | Gean Pierre Briceño 66' |           |                    | Árbitro(s): Por Definir        | Árbitro(s): Por Definir |

| Miércoles 19 de julio, 15:00 | Unión Huacapuy | 1:1 (0:0) (5:4 p.) | Juvenil Pampacolca | Estadio Almirante Miguel Grau, El Pedregal |  |
|                              |                |                    |                    | Árbitro(s): Cesar Allasi                   |  |

- (**) Juventud Pampacolca se ve obligado a ser local en la ciudad de Arequipa debido a que el estadio de Pampacolca no se encuentra en buenas condiciones.

### Serie F
| Sábado 8 de julio, 19:30 | Inclán Sport Club | 0:3 (0:1) | Cerrito Los Libres     | Estadio Municipal de Mollendo, Mollendo |                          |
|                          |                   |           | Arturo Ruíz 6' 54' 56' | Árbitro(s): Milton Dongo                | Árbitro(s): Milton Dongo |

| Domingo 16 de julio, 15:00 | Cerrito Los Libres                               | 4:1 (2:0) | Inclán Sport Club  | Estadio Municipal La Tomilla, Cayma |                         |
|                            | Brando Corrales 26' · José Polanco 47' 72' 90+1' |           | Óscar Valdivia 65' | Árbitro(s): Por Definir             | Árbitro(s): Por Definir |

### Serie G
| Domingo 9 de julio, 15:30 | Social Corire | 0:1 (0:1) | Escuela Municipal Binacional | Estadio José Ricketts, Corire |                          |
|                           |               |           | Andy Polar 44'               | Árbitro(s): Milton Dongo      | Árbitro(s): Milton Dongo |

| Social Corire (Castilla) vs Escuela Municipal Binacional (Arequipa) | Social Corire (Castilla) vs Escuela Municipal Binacional (Arequipa) | Social Corire (Castilla) vs Escuela Municipal Binacional (Arequipa) |                                              |                                              |                                              |                                              |                                              |                                              |                                              |                                              |                                              |                                              |                                              |                                              |                                              |                                              |                                              |                                              |                                              |
| Social Corire - Escuela Municipal Binacional                        | Social Corire - Escuela Municipal Binacional                        | Social Corire - Escuela Municipal Binacional                        | Social Corire - Escuela Municipal Binacional | Social Corire - Escuela Municipal Binacional | Social Corire - Escuela Municipal Binacional | Social Corire - Escuela Municipal Binacional | Social Corire - Escuela Municipal Binacional | Social Corire - Escuela Municipal Binacional | Social Corire - Escuela Municipal Binacional | Social Corire - Escuela Municipal Binacional | Social Corire - Escuela Municipal Binacional | Social Corire - Escuela Municipal Binacional | Social Corire - Escuela Municipal Binacional | Social Corire - Escuela Municipal Binacional | Social Corire - Escuela Municipal Binacional | Social Corire - Escuela Municipal Binacional | Social Corire - Escuela Municipal Binacional | Social Corire - Escuela Municipal Binacional | Social Corire - Escuela Municipal Binacional |
| ------------------------------------------------------------------- | ------------------------------------------------------------------- | ------------------------------------------------------------------- | -------------------------------------------- | -------------------------------------------- | -------------------------------------------- | -------------------------------------------- | -------------------------------------------- | -------------------------------------------- | -------------------------------------------- | -------------------------------------------- | -------------------------------------------- | -------------------------------------------- | -------------------------------------------- | -------------------------------------------- | -------------------------------------------- | -------------------------------------------- | -------------------------------------------- | -------------------------------------------- | -------------------------------------------- |

| 1          | Guardameta     | Jordy Nuñez       |  |
| 14         | Defensa        | Gustavo Saravia   |  |
| 5          | Defensa        | Víctor Copara     |  |
| 3          | Defensa        | Jonathan Bravo    |  |
| 13         | Defensa        | Manuel De Córdova |  |
| 10         | Centrocampista | Enzo Cabana       |  |
| 22         | Centrocampista | Gonzalo Torres    |  |
| 7          | Centrocampista | Piero Salas       |  |
| 8          | Centrocampista | Elmer Roque       |  |
| 11         | Delantero      | Carlos Urviola    |  |
| 9          | Delantero      | Luis Montediana   |  |
| Entrenador | Entrenador     | Carlos Márquez    |  |

| 12         | Guardameta     | Ivan Mayta     |       |
| 18         | Defensa        | Ronaldo Dongo  |       |
| 3          | Defensa        | John Fajardo   |       |
| 5          | Defensa        | Eder Fernández |       |
| 14         | Defensa        | Marco Castillo |       |
| 8          | Centrocampista | Yorkman Tello  |       |
| 20         | Centrocampista | Hoover Crespo  |       |
| 17         | Centrocampista | Andy Polar     |       |
| 10         | Centrocampista | Jack Durán     |       |
| 18         | Delantero      | Jairo Monsalve | Salió |
| 29         | Delantero      | Javier Carnero |       |
| Entrenador | Entrenador     | Erick Torres   |       |

| 9 | Delantero | Luis Laguna | Entró |

| Anotado | 44' | Andy Polar | 0-1 |

| Árbitro | Milton Dongo |

| 1          | Guardameta     | Jordy Nuñez       |  |
| 14         | Defensa        | Gustavo Saravia   |  |
| 5          | Defensa        | Víctor Copara     |  |
| 3          | Defensa        | Jonathan Bravo    |  |
| 13         | Defensa        | Manuel De Córdova |  |
| 10         | Centrocampista | Enzo Cabana       |  |
| 22         | Centrocampista | Gonzalo Torres    |  |
| 7          | Centrocampista | Piero Salas       |  |
| 8          | Centrocampista | Elmer Roque       |  |
| 11         | Delantero      | Carlos Urviola    |  |
| 9          | Delantero      | Luis Montediana   |  |
| Entrenador | Entrenador     | Carlos Márquez    |  |

| 12         | Guardameta     | Ivan Mayta     |       |
| 18         | Defensa        | Ronaldo Dongo  |       |
| 3          | Defensa        | John Fajardo   |       |
| 5          | Defensa        | Eder Fernández |       |
| 14         | Defensa        | Marco Castillo |       |
| 8          | Centrocampista | Yorkman Tello  |       |
| 20         | Centrocampista | Hoover Crespo  |       |
| 17         | Centrocampista | Andy Polar     |       |
| 10         | Centrocampista | Jack Durán     |       |
| 18         | Delantero      | Jairo Monsalve | Salió |
| 29         | Delantero      | Javier Carnero |       |
| Entrenador | Entrenador     | Erick Torres   |       |

| 9 | Delantero | Luis Laguna | Entró |

| Anotado | 44' | Andy Polar | 0-1 |

| Árbitro | Milton Dongo |

| Miércoles 12 de julio, 15:30 | Escuela Municipal Binacional               | 3:0 (3:0) | Juvenil Arequipa | Estadio Municipal de Sachaca, Sachaca |                             |
|                              | Eder Fernández 14' 30' · Ronaldo Dongo 22' |           |                  | Árbitro(s): Johan Gutiérrez           | Árbitro(s): Johan Gutiérrez |

| Escuela Municipal Binacional (Arequipa) vs Juvenil Arequipa (Condesuyos) | Escuela Municipal Binacional (Arequipa) vs Juvenil Arequipa (Condesuyos) | Escuela Municipal Binacional (Arequipa) vs Juvenil Arequipa (Condesuyos) |                                                 |                                                 |                                                 |                                                 |                                                 |                                                 |                                                 |                                                 |                                                 |                                                 |                                                 |                                                 |                                                 |                                                 |                                                 |                                                 |                                                 |
| Escuela Municipal Binacional - Juvenil Arequipa                          | Escuela Municipal Binacional - Juvenil Arequipa                          | Escuela Municipal Binacional - Juvenil Arequipa                          | Escuela Municipal Binacional - Juvenil Arequipa | Escuela Municipal Binacional - Juvenil Arequipa | Escuela Municipal Binacional - Juvenil Arequipa | Escuela Municipal Binacional - Juvenil Arequipa | Escuela Municipal Binacional - Juvenil Arequipa | Escuela Municipal Binacional - Juvenil Arequipa | Escuela Municipal Binacional - Juvenil Arequipa | Escuela Municipal Binacional - Juvenil Arequipa | Escuela Municipal Binacional - Juvenil Arequipa | Escuela Municipal Binacional - Juvenil Arequipa | Escuela Municipal Binacional - Juvenil Arequipa | Escuela Municipal Binacional - Juvenil Arequipa | Escuela Municipal Binacional - Juvenil Arequipa | Escuela Municipal Binacional - Juvenil Arequipa | Escuela Municipal Binacional - Juvenil Arequipa | Escuela Municipal Binacional - Juvenil Arequipa | Escuela Municipal Binacional - Juvenil Arequipa |
| ------------------------------------------------------------------------ | ------------------------------------------------------------------------ | ------------------------------------------------------------------------ | ----------------------------------------------- | ----------------------------------------------- | ----------------------------------------------- | ----------------------------------------------- | ----------------------------------------------- | ----------------------------------------------- | ----------------------------------------------- | ----------------------------------------------- | ----------------------------------------------- | ----------------------------------------------- | ----------------------------------------------- | ----------------------------------------------- | ----------------------------------------------- | ----------------------------------------------- | ----------------------------------------------- | ----------------------------------------------- | ----------------------------------------------- |

| 12         | Guardameta     | Ivan Mayta     |       |
| 18         | Defensa        | Ronaldo Dongo  |       |
| 3          | Defensa        | John Fajardo   |       |
| 5          | Defensa        | Eder Fernández |       |
| 14         | Defensa        | Marco Castillo | Salió |
| 11         | Centrocampista | Bryan Rojas    | Salió |
| 20         | Centrocampista | Yorkman Tello  |       |
| 10         | Centrocampista | Jack Durán     |       |
| 17         | Centrocampista | Andy Polar     |       |
| 20         | Delantero      | Hoover Crespo  | Salió |
| 29         | Delantero      | Javier Carnero |       |
| Entrenador | Entrenador     | Erick Torres   |       |

| 21         | Guardameta     | Manuel Cristóbal |       |
| 3          | Defensa        | André Manrique   |       |
| 5          | Defensa        | Juan Valdivia    |       |
| 4          | Defensa        | Renato Coaguila  |       |
| 12         | Defensa        | Luis Franco      |       |
| 6          | Centrocampista | Dean Huerta      |       |
| 11         | Centrocampista | Diego Flores     |       |
| 8          | Centrocampista | Luis Begazo      |       |
| 7          | Centrocampista | Jair Téllez      |       |
| 9          | Delantero      | Julio Hurtado    | Salió |
| 10         | Delantero      | Pedro Quispe     |       |
| Entrenador | Entrenador     | Pedro Huertas    |       |

| 6  | Centrocampista | Ney Leyva      | Entró |
| 9  | Delantero      | Diego Escuza   | Entró |
| 21 | Delantero      | Jairo Monsalve | Entró |

| 18 | Delantero | Ralph Arce | Entró |

| Anotado | 14' | Eder Fernández | 1-0 |
| Anotado | 22' | Ronaldo Dongo  | 2-0 |
| Anotado | 30' | Eder Fernández | 3-0 |

| Árbitro | Johan Gutiérrez |

| 12         | Guardameta     | Ivan Mayta     |       |
| 18         | Defensa        | Ronaldo Dongo  |       |
| 3          | Defensa        | John Fajardo   |       |
| 5          | Defensa        | Eder Fernández |       |
| 14         | Defensa        | Marco Castillo | Salió |
| 11         | Centrocampista | Bryan Rojas    | Salió |
| 20         | Centrocampista | Yorkman Tello  |       |
| 10         | Centrocampista | Jack Durán     |       |
| 17         | Centrocampista | Andy Polar     |       |
| 20         | Delantero      | Hoover Crespo  | Salió |
| 29         | Delantero      | Javier Carnero |       |
| Entrenador | Entrenador     | Erick Torres   |       |

| 21         | Guardameta     | Manuel Cristóbal |       |
| 3          | Defensa        | André Manrique   |       |
| 5          | Defensa        | Juan Valdivia    |       |
| 4          | Defensa        | Renato Coaguila  |       |
| 12         | Defensa        | Luis Franco      |       |
| 6          | Centrocampista | Dean Huerta      |       |
| 11         | Centrocampista | Diego Flores     |       |
| 8          | Centrocampista | Luis Begazo      |       |
| 7          | Centrocampista | Jair Téllez      |       |
| 9          | Delantero      | Julio Hurtado    | Salió |
| 10         | Delantero      | Pedro Quispe     |       |
| Entrenador | Entrenador     | Pedro Huertas    |       |

| 6  | Centrocampista | Ney Leyva      | Entró |
| 9  | Delantero      | Diego Escuza   | Entró |
| 21 | Delantero      | Jairo Monsalve | Entró |

| 18 | Delantero | Ralph Arce | Entró |

| Anotado | 14' | Eder Fernández | 1-0 |
| Anotado | 22' | Ronaldo Dongo  | 2-0 |
| Anotado | 30' | Eder Fernández | 3-0 |

| Árbitro | Johan Gutiérrez |

| Domingo 16 de julio, 15:30 | Juvenil Arequipa | 0:4 (0:3) | Social Corire                                               | Estadio Los Estudiantes, Chuquibamba |                         |
|                            |                  |           | Ayrthon Delgado 40' · Alex Alpaca 70' 71' · Piero Salas 88' | Árbitro(s): Por Definir              | Árbitro(s): Por Definir |

- (*) Estos Terceros partidos solo se juegan en caso de que ambos equipos queden empatados en puntaje tras los dos primeros partidos.

## Segunda fase
Partidos de ida y vuelta entre los ganadores de las llaves de primera fase más el segundo de la serie G.
Participantes
| Club                         | Provincia | Distrito      | Estadio                       | Director Técnico | Patrocinador Principal     |
| ---------------------------- | --------- | ------------- | ----------------------------- | ---------------- | -------------------------- |
| Sportivo Huracán             | Arequipa  | Arequipa      | Estadio Mariano Melgar        | Raúl Obando      | Alfred                     |
| Escuela Municipal Binacional | Arequipa  | Paucarpata    | Estadio Municipal de Mollendo | Erick Torres     | Empresa Turismo San Martín |
| Cerrito Los Libres           | Arequipa  | Cayma         | Estadio Municipal La Tomilla  | Elard Delgado    | Laboratorios Muñoz         |
| Unión Huacapuy               | Camaná    | Samuel Pastor | Estadio 9 de Noviembre        | Jonathan Medina  | BITEL                      |
| Deportivo Estrella           | Camaná    | Camaná        | Estadio 9 de Noviembre        | Alfredo Luna     | JAST                       |
| Los Chinitos                 | Caravelí  | Atico         | Estadio Municipal de Atico    | Walter Zevallos  | Sin Patrocinador           |
| Social Corire                | Castilla  | Uraca         | Estadio José Ricketts         | José Zúñiga      | Agro Semillera San Agustín |
| Internacional Majes          | Caylloma  | Majes         | Estadio Almirante Miguel Grau | Giovanni Delgado | Agrícola Pucchun SRL       |

### Llave I
| Miércoles 26 de julio, 15:00 | Deportivo Estrella                    | 2:3 (1:1) | Los Chinitos                  | Estadio 9 de Noviembre, Camaná |                         |
|                              | Rayner Salazar · Jean Pierre Araníbar |           | Manuel Malásquez · Jean Arana | Árbitro(s): Por Definir        | Árbitro(s): Por Definir |

| Domingo 30 de julio, 15:00 | Los Chinitos | 7:1 (4:0) | Deportivo Estrella | Estadio Municipal de Atico, Atico |  |
|                            |              |           |                    | Árbitro(s): Por Definir           |  |

### Llave II
| Sábado 22 de julio, 15:00 | Escuela Municipal Binacional | 2:1 (2:0) | Unión Huacapuy | Estadio Municipal de Mollendo, Mollendo (*) |                         |
|                           | Eder Fernández · Luis Laguna |           | Gilbert Ocola  | Árbitro(s): Por Definir                     | Árbitro(s): Por Definir |

- (*) Binacional decidió cambiar su localía a la ciudad de Mollendo para este partido.

| Escuela Municipal Binacional (Arequipa) vs Unión Huacapuy (Camaná) | Escuela Municipal Binacional (Arequipa) vs Unión Huacapuy (Camaná) | Escuela Municipal Binacional (Arequipa) vs Unión Huacapuy (Camaná) |                                               |                                               |                                               |                                               |                                               |                                               |                                               |                                               |                                               |                                               |                                               |                                               |                                               |                                               |                                               |                                               |                                               |
| Escuela Municipal Binacional - Unión Huacapuy                      | Escuela Municipal Binacional - Unión Huacapuy                      | Escuela Municipal Binacional - Unión Huacapuy                      | Escuela Municipal Binacional - Unión Huacapuy | Escuela Municipal Binacional - Unión Huacapuy | Escuela Municipal Binacional - Unión Huacapuy | Escuela Municipal Binacional - Unión Huacapuy | Escuela Municipal Binacional - Unión Huacapuy | Escuela Municipal Binacional - Unión Huacapuy | Escuela Municipal Binacional - Unión Huacapuy | Escuela Municipal Binacional - Unión Huacapuy | Escuela Municipal Binacional - Unión Huacapuy | Escuela Municipal Binacional - Unión Huacapuy | Escuela Municipal Binacional - Unión Huacapuy | Escuela Municipal Binacional - Unión Huacapuy | Escuela Municipal Binacional - Unión Huacapuy | Escuela Municipal Binacional - Unión Huacapuy | Escuela Municipal Binacional - Unión Huacapuy | Escuela Municipal Binacional - Unión Huacapuy | Escuela Municipal Binacional - Unión Huacapuy |
| ------------------------------------------------------------------ | ------------------------------------------------------------------ | ------------------------------------------------------------------ | --------------------------------------------- | --------------------------------------------- | --------------------------------------------- | --------------------------------------------- | --------------------------------------------- | --------------------------------------------- | --------------------------------------------- | --------------------------------------------- | --------------------------------------------- | --------------------------------------------- | --------------------------------------------- | --------------------------------------------- | --------------------------------------------- | --------------------------------------------- | --------------------------------------------- | --------------------------------------------- | --------------------------------------------- |

| 12         | Guardameta     | Ivan Mayta     |       |
| 18         | Defensa        | Ronaldo Dongo  |       |
| 3          | Defensa        | John Fajardo   |       |
| 5          | Defensa        | Eder Fernández |       |
| 14         | Defensa        | Marco Castillo | Salió |
| 20         | Centrocampista | Yorkman Tello  |       |
| 10         | Centrocampista | Jack Durán     |       |
| 17         | Centrocampista | Andy Polar     |       |
| 25         | Centrocampista | Eduardo Torres |       |
| 20         | Delantero      | Hoover Crespo  |       |
| 19         | Delantero      | Luis Laguna    |       |
| Entrenador | Entrenador     | Erick Torres   |       |

| 1          | Guardameta     | Gabriel Granda       |  |
| 5          | Defensa        | José Mogrovejo       |  |
| 19         | Defensa        | Erick Neyra          |  |
| 21         | Defensa        | Luis Salazar         |  |
| 13         | Defensa        | Arnaldo Cabanillas   |  |
| 11         | Centrocampista | Gilbert Ocola        |  |
| 8          | Centrocampista | Gean Pierre Briceño  |  |
| 4          | Centrocampista | André Castro         |  |
| 20         | Centrocampista | Franco Dávila        |  |
| 3          | Delantero      | Santiago Mollehuanca |  |
| 18         | Delantero      | Robert Chávez        |  |
| Entrenador | Entrenador     | Jonathan Medina      |  |

| Anotado | TBA' | Eder Fernández | 1-0 |
| Anotado | TBA' | Luis Laguna    | 2-0 |

| Anotado | TBA' | Gilbert Ocola | 2-1 |

| Árbitro | TBA |

| 12         | Guardameta     | Ivan Mayta     |       |
| 18         | Defensa        | Ronaldo Dongo  |       |
| 3          | Defensa        | John Fajardo   |       |
| 5          | Defensa        | Eder Fernández |       |
| 14         | Defensa        | Marco Castillo | Salió |
| 20         | Centrocampista | Yorkman Tello  |       |
| 10         | Centrocampista | Jack Durán     |       |
| 17         | Centrocampista | Andy Polar     |       |
| 25         | Centrocampista | Eduardo Torres |       |
| 20         | Delantero      | Hoover Crespo  |       |
| 19         | Delantero      | Luis Laguna    |       |
| Entrenador | Entrenador     | Erick Torres   |       |

| 1          | Guardameta     | Gabriel Granda       |  |
| 5          | Defensa        | José Mogrovejo       |  |
| 19         | Defensa        | Erick Neyra          |  |
| 21         | Defensa        | Luis Salazar         |  |
| 13         | Defensa        | Arnaldo Cabanillas   |  |
| 11         | Centrocampista | Gilbert Ocola        |  |
| 8          | Centrocampista | Gean Pierre Briceño  |  |
| 4          | Centrocampista | André Castro         |  |
| 20         | Centrocampista | Franco Dávila        |  |
| 3          | Delantero      | Santiago Mollehuanca |  |
| 18         | Delantero      | Robert Chávez        |  |
| Entrenador | Entrenador     | Jonathan Medina      |  |

| Anotado | TBA' | Eder Fernández | 1-0 |
| Anotado | TBA' | Luis Laguna    | 2-0 |

| Anotado | TBA' | Gilbert Ocola | 2-1 |

| Árbitro | TBA |

| Sábado 29 de julio, 15:20 | Unión Huacapuy | 0:3 (0:0) | Escuela Municipal Binacional                       | Estadio 9 de Noviembre, Camaná |                         |
|                           |                |           | Jack Durán 60' · Diego Escuza 77' · Andy Polar 80' | Árbitro(s): Por Definir        | Árbitro(s): Por Definir |

### Llave III
| Jueves 27 de julio, 15:00 | Cerrito Los Libres                      | 2:0 (1:0) | Internacional Majes | Estadio Municipal La Tomilla, Cayma |                         |
|                           | José Polanco 30' · Christian Farfán 74' |           |                     | Árbitro(s): Por Definir             | Árbitro(s): Por Definir |

| Domingo 30 de julio, 15:00 | Internacional Majes | 3:3 (2:2) | Cerrito Los Libres                              | Estadio Almirante Miguel Grau, El Pedregal |                         |
|                            |                     |           | José Cateriano · Arturo Ruíz · Renzo Valdez 60' | Árbitro(s): Por Definir                    | Árbitro(s): Por Definir |

### Llave IV
| Domingo 23 de julio, 15:30 | Social Corire | 0:1 (0:1) | Sportivo Huracán   | Estadio José Ricketts, Corire |                         |
|                            |               |           | Marco Martínez 27' | Árbitro(s): Por Definir       | Árbitro(s): Por Definir |

- (**) Sportivo Huracán se vio obligado a cambiar de escenario debido al mantenimiento del campo de juego del estadio Melgar.

| Sábado 29 de julio, 15:00 | Sportivo Huracán                                               | 4:0 (1:0) | Social Corire | Estadio Municipal de Sachaca (**), Sachaca |                              |
|                           | Joel Ravelo 29' 87' · Henry Meléndez 54' · Santiago Farfán 83' |           |               | Árbitro(s): Priscila Vásquez               | Árbitro(s): Priscila Vásquez |

| Sportivo Huracán (Arequipa) vs Social Corire (Castilla) | Sportivo Huracán (Arequipa) vs Social Corire (Castilla) | Sportivo Huracán (Arequipa) vs Social Corire (Castilla) |                                  |                                  |                                  |                                  |                                  |                                  |                                  |                                  |                                  |                                  |                                  |                                  |                                  |                                  |                                  |                                  |                                  |
| Sportivo Huracán - Social Corire                        | Sportivo Huracán - Social Corire                        | Sportivo Huracán - Social Corire                        | Sportivo Huracán - Social Corire | Sportivo Huracán - Social Corire | Sportivo Huracán - Social Corire | Sportivo Huracán - Social Corire | Sportivo Huracán - Social Corire | Sportivo Huracán - Social Corire | Sportivo Huracán - Social Corire | Sportivo Huracán - Social Corire | Sportivo Huracán - Social Corire | Sportivo Huracán - Social Corire | Sportivo Huracán - Social Corire | Sportivo Huracán - Social Corire | Sportivo Huracán - Social Corire | Sportivo Huracán - Social Corire | Sportivo Huracán - Social Corire | Sportivo Huracán - Social Corire | Sportivo Huracán - Social Corire |
| ------------------------------------------------------- | ------------------------------------------------------- | ------------------------------------------------------- | -------------------------------- | -------------------------------- | -------------------------------- | -------------------------------- | -------------------------------- | -------------------------------- | -------------------------------- | -------------------------------- | -------------------------------- | -------------------------------- | -------------------------------- | -------------------------------- | -------------------------------- | -------------------------------- | -------------------------------- | -------------------------------- | -------------------------------- |

| 1          | Guardameta     | Jamil Paredes     |       |
| 16         | Defensa        | José Aparicio     |       |
| 13         | Defensa        | Christian Coronel | Salió |
| 2          | Defensa        | Ramiro Benavente  |       |
| 17         | Defensa        | Luis Arizaga      |       |
| 7          | Centrocampista | Alexis Cornejo    |       |
| 11         | Centrocampista | Ney Tapia         |       |
| 10         | Centrocampista | Marco Martínez    |       |
| 25         | Centrocampista | Joel Ravelo       |       |
| 22         | Delantero      | Álvaro Ballón     | Salió |
| 22         | Delantero      | Henry Meléndez    |       |
| Entrenador | Entrenador     | Raúl Obando       |       |

| 12         | Guardameta     | Jordan Palomino  |       |
| 14         | Defensa        | Gustavo Saravia  | Salió |
| 5          | Defensa        | Víctor Copara    |       |
| 3          | Defensa        | Jonathan Bravo   |       |
| 16         | Defensa        | Ayrton Delgado   |       |
| 8          | Centrocampista | Díaz Layme       | Salió |
| 18         | Centrocampista | Luis Coropuna    |       |
| 7          | Centrocampista | Piero Salas      |       |
| 10         | Centrocampista | Alexander Alpaca |       |
| 11         | Delantero      | Carlos Urviola   |       |
| 22         | Delantero      | Hristo Paredes   |       |
| Entrenador | Entrenador     | Carlos Márquez   |       |

| 5 | Defensa        | Davidson Cordero | Entró |
| 8 | Centrocampista | Santiago Farfán  | Entró |

| 15 | Centrocampista | José Llerena | Entró |
| 2  | Defensa        | Jamil Pinto  | Entró |

| Anotado | 29' | Joel Ravelo     | 1-0 |
| Anotado | 54' | Henry Meléndez  | 2-0 |
| Anotado | 83' | Santiago Farfán | 3-0 |
| Anotado | 87' | Joel Ravelo     | 4-0 |

| Árbitro | Priscila Vásquez |

| 1          | Guardameta     | Jamil Paredes     |       |
| 16         | Defensa        | José Aparicio     |       |
| 13         | Defensa        | Christian Coronel | Salió |
| 2          | Defensa        | Ramiro Benavente  |       |
| 17         | Defensa        | Luis Arizaga      |       |
| 7          | Centrocampista | Alexis Cornejo    |       |
| 11         | Centrocampista | Ney Tapia         |       |
| 10         | Centrocampista | Marco Martínez    |       |
| 25         | Centrocampista | Joel Ravelo       |       |
| 22         | Delantero      | Álvaro Ballón     | Salió |
| 22         | Delantero      | Henry Meléndez    |       |
| Entrenador | Entrenador     | Raúl Obando       |       |

| 12         | Guardameta     | Jordan Palomino  |       |
| 14         | Defensa        | Gustavo Saravia  | Salió |
| 5          | Defensa        | Víctor Copara    |       |
| 3          | Defensa        | Jonathan Bravo   |       |
| 16         | Defensa        | Ayrton Delgado   |       |
| 8          | Centrocampista | Díaz Layme       | Salió |
| 18         | Centrocampista | Luis Coropuna    |       |
| 7          | Centrocampista | Piero Salas      |       |
| 10         | Centrocampista | Alexander Alpaca |       |
| 11         | Delantero      | Carlos Urviola   |       |
| 22         | Delantero      | Hristo Paredes   |       |
| Entrenador | Entrenador     | Carlos Márquez   |       |

| 5 | Defensa        | Davidson Cordero | Entró |
| 8 | Centrocampista | Santiago Farfán  | Entró |

| 15 | Centrocampista | José Llerena | Entró |
| 2  | Defensa        | Jamil Pinto  | Entró |

| Anotado | 29' | Joel Ravelo     | 1-0 |
| Anotado | 54' | Henry Meléndez  | 2-0 |
| Anotado | 83' | Santiago Farfán | 3-0 |
| Anotado | 87' | Joel Ravelo     | 4-0 |

| Árbitro | Priscila Vásquez |

## Última Fase
Cuadrangular Final de Todos contra todos en partidos de ida y vuelta. Los dos mejores clasifican a la Etapa Nacional. El ganador del Cuadrangular es el campeón Departamental de Arequipa 2017.
Participantes
| Club                         | Provincia | Distrito   | Estadio                       | Director Técnico | Patrocinador Principal            |
| ---------------------------- | --------- | ---------- | ----------------------------- | ---------------- | --------------------------------- |
| Sportivo Huracán             | Arequipa  | Arequipa   | Estadio Mariano Melgar        | Raúl Obando      | Alfredo                           |
| Escuela Municipal Binacional | Arequipa  | Paucarpata | Estadio Municipal de Mollendo | Fredy García     | Empresa de Transportes San Martín |
| Cerrito Los Libres           | Arequipa  | Cayma      | Estadio Municipal La Tomilla  | Luis Flores      | Laboratorios Muñoz                |
| Los Chinitos                 | Caravelí  | Atico      | Estadio Municipal de Atico    | Walter Zevallos  | Sin Patrocinador                  |

| Arequipa         | Paucarpata                   | Cayma              | Atico        |
| Sportivo Huracán | Escuela Municipal Binacional | Cerrito Los Libres | Los Chinitos |
| ---------------- | ---------------------------- | ------------------ | ------------ |

### Campaña a lo largo del año
| Sportivo Huracán                              | Escuela Municipal Binacional               | Cerrito Los Libres                    | Los Chinitos                          |
| Vista de Arequipa desde el Mirador de Sachaca | Andenería (Paucarpata)                     | Mirador de Carmen Alto (Cayma)        | Puerto de Atico                       |
| Liga Distrital de Arequipa: Campeón           | Liga Distrital de Paucarpata: No Participó | Liga Distrital de Cayma: Campeón      | Liga Distrital de Atico: Campeón      |
| Etapa Provincial de Arequipa: Subcampeón      | Etapa Provincial de Arequipa: No Participó | Etapa Provincial de Arequipa: Campeón | Etapa Provincial de Caravelí: Campeón |

### Tabla
| Equipo                       | PJ | PG | PE | PP | GF | GC | DG  | Pts |
| ---------------------------- | -- | -- | -- | -- | -- | -- | --- | --- |
| Escuela Municipal Binacional | 6  | 6  | 0  | 0  | 17 | 5  | +12 | 18  |
| Sportivo Huracán             | 6  | 3  | 0  | 3  | 12 | 13 | -1  | 9   |
| Los Chinitos                 | 6  | 1  | 1  | 4  | 10 | 14 | -4  | 4   |
| Cerrito Los Libres           | 6  | 1  | 1  | 4  | 5  | 12 | -7  | 4   |

|            | BIN | CER | HUR | CHI |
| ---------- | --- | --- | --- | --- |
| Binacional |     | 4-0 | 2-0 | 2-0 |
| Cerrito    | 0-1 |     | 2-4 | 3-1 |
| Huracán    | 2-3 | 2-0 |     | 4-1 |
| Chinitos   | 3-5 | 0-0 | 5-0 |     |

#### I Fecha
| Sábado 5 de agosto, 15:20 | Escuela Municipal Binacional          | 2:0 (1:0) | Sportivo Huracán | Estadio Municipal de Mollendo, Mollendo |                         |
|                           | Ronaldo Dongo 44' · Hoover Crespo 62' |           |                  | Árbitro(s): Por Definir                 | Árbitro(s): Por Definir |

| Escuela Municipal Binacional (Arequipa) vs Sportivo Huracán (Arequipa) | Escuela Municipal Binacional (Arequipa) vs Sportivo Huracán (Arequipa) | Escuela Municipal Binacional (Arequipa) vs Sportivo Huracán (Arequipa) |                                                 |                                                 |                                                 |                                                 |                                                 |                                                 |                                                 |                                                 |                                                 |                                                 |                                                 |                                                 |                                                 |                                                 |                                                 |                                                 |                                                 |
| Escuela Municipal Binacional - Sportivo Huracán                        | Escuela Municipal Binacional - Sportivo Huracán                        | Escuela Municipal Binacional - Sportivo Huracán                        | Escuela Municipal Binacional - Sportivo Huracán | Escuela Municipal Binacional - Sportivo Huracán | Escuela Municipal Binacional - Sportivo Huracán | Escuela Municipal Binacional - Sportivo Huracán | Escuela Municipal Binacional - Sportivo Huracán | Escuela Municipal Binacional - Sportivo Huracán | Escuela Municipal Binacional - Sportivo Huracán | Escuela Municipal Binacional - Sportivo Huracán | Escuela Municipal Binacional - Sportivo Huracán | Escuela Municipal Binacional - Sportivo Huracán | Escuela Municipal Binacional - Sportivo Huracán | Escuela Municipal Binacional - Sportivo Huracán | Escuela Municipal Binacional - Sportivo Huracán | Escuela Municipal Binacional - Sportivo Huracán | Escuela Municipal Binacional - Sportivo Huracán | Escuela Municipal Binacional - Sportivo Huracán | Escuela Municipal Binacional - Sportivo Huracán |
| ---------------------------------------------------------------------- | ---------------------------------------------------------------------- | ---------------------------------------------------------------------- | ----------------------------------------------- | ----------------------------------------------- | ----------------------------------------------- | ----------------------------------------------- | ----------------------------------------------- | ----------------------------------------------- | ----------------------------------------------- | ----------------------------------------------- | ----------------------------------------------- | ----------------------------------------------- | ----------------------------------------------- | ----------------------------------------------- | ----------------------------------------------- | ----------------------------------------------- | ----------------------------------------------- | ----------------------------------------------- | ----------------------------------------------- |

| 12         | Guardameta     | Osmar Ampuero      |       |
| 18         | Defensa        | Ronaldo Dongo      |       |
| 2          | Defensa        | Martín Cuadros     |       |
| 5          | Defensa        | Eder Fernández     |       |
| 4          | Defensa        | Santiago Rondón    | Salió |
| 20         | Centrocampista | Yorkman Tello      |       |
| 10         | Centrocampista | Jack Durán         |       |
| 17         | Centrocampista | Andy Polar         |       |
| 16         | Centrocampista | Denilson Moroco    |       |
| 20         | Delantero      | Hoover Crespo      |       |
| 9          | Delantero      | Diego Escuza       |       |
| Entrenador | Entrenador     | Paúl Rodríguez (i) |       |

| 1          | Guardameta     | Jamil Paredes     |  |
| 5          | Defensa        | Christian Coronel |  |
| 19         | Defensa        | Davidson Cordero  |  |
| 21         | Defensa        | Ramiro Benavente  |  |
| 13         | Defensa        | Luis Arizaga      |  |
| 8          | Centrocampista | Santiago Farfán   |  |
| 15         | Centrocampista | Gean Cervantes    |  |
| 27         | Centrocampista | Marco Ollaguez    |  |
| 25         | Centrocampista | Joel Ravelo       |  |
| 22         | Delantero      | Henry Meléndez    |  |
| 18         | Delantero      | Álvaro Ballón     |  |
| Entrenador | Entrenador     | Raúl Obando       |  |

| Anotado | 44' | Ronaldo Dongo | 1-0 |
| Anotado | 62' | Hoover Crespo | 2-0 |

| Árbitro | TBA |

| 12         | Guardameta     | Osmar Ampuero      |       |
| 18         | Defensa        | Ronaldo Dongo      |       |
| 2          | Defensa        | Martín Cuadros     |       |
| 5          | Defensa        | Eder Fernández     |       |
| 4          | Defensa        | Santiago Rondón    | Salió |
| 20         | Centrocampista | Yorkman Tello      |       |
| 10         | Centrocampista | Jack Durán         |       |
| 17         | Centrocampista | Andy Polar         |       |
| 16         | Centrocampista | Denilson Moroco    |       |
| 20         | Delantero      | Hoover Crespo      |       |
| 9          | Delantero      | Diego Escuza       |       |
| Entrenador | Entrenador     | Paúl Rodríguez (i) |       |

| 1          | Guardameta     | Jamil Paredes     |  |
| 5          | Defensa        | Christian Coronel |  |
| 19         | Defensa        | Davidson Cordero  |  |
| 21         | Defensa        | Ramiro Benavente  |  |
| 13         | Defensa        | Luis Arizaga      |  |
| 8          | Centrocampista | Santiago Farfán   |  |
| 15         | Centrocampista | Gean Cervantes    |  |
| 27         | Centrocampista | Marco Ollaguez    |  |
| 25         | Centrocampista | Joel Ravelo       |  |
| 22         | Delantero      | Henry Meléndez    |  |
| 18         | Delantero      | Álvaro Ballón     |  |
| Entrenador | Entrenador     | Raúl Obando       |  |

| Anotado | 44' | Ronaldo Dongo | 1-0 |
| Anotado | 62' | Hoover Crespo | 2-0 |

| Árbitro | TBA |

| Domingo 6 de agosto, 13:00 | Los Chinitos | 0:0 (0:0) | Cerrito Los Libres | Estadio Municipal de Atico, Atico |  |
|                            |              |           |                    | Árbitro(s): Milton Dongo          |  |

#### II Fecha
| Sábado 12 de agosto, 15:20 | Escuela Municipal Binacional          | 2:0 (2:0) | Los Chinitos | Estadio Municipal de Mollendo, Mollendo |                              |
|                            | Eder Fernández 20' · Diego Escuza 22' |           |              | Árbitro(s): Priscila Vásquez            | Árbitro(s): Priscila Vásquez |

| Domingo 13 de agosto, 15:15 | Cerrito Los Libres   | 2:4 (0:2) | Sportivo Huracán                                                                 | Estadio Municipal La Tomilla, Cayma |                         |
|                             | Anthony Cuno 60' 82' |           | Álvaro Ballón 19' · Luis Arizaga 40' · Davidson Cordero 51' · Marco Martínez 79' | Árbitro(s): Por Definir             | Árbitro(s): Por Definir |

#### III Fecha
| Sábado 19 de agosto, 15:30 | Sportivo Huracán (Arequipa)                                             | 4:1 (0:0) | Los Chinitos (Atico) | Estadio Mariano Melgar, Arequipa |                          |
|                            | Henry Meléndez 23' 90' · Smith Fernández AG- 60' · Cristian Coronel 89' |           | Jean Arana 73'       | Árbitro(s): Elvis Aliaga         | Árbitro(s): Elvis Aliaga |

| Sportivo Huracán (Arequipa) vs Los Chinitos (Caravelí) | Sportivo Huracán (Arequipa) vs Los Chinitos (Caravelí) | Sportivo Huracán (Arequipa) vs Los Chinitos (Caravelí) |                                 |                                 |                                 |                                 |                                 |                                 |                                 |                                 |                                 |                                 |                                 |                                 |                                 |                                 |                                 |                                 |                                 |
| Sportivo Huracán - Los Chinitos                        | Sportivo Huracán - Los Chinitos                        | Sportivo Huracán - Los Chinitos                        | Sportivo Huracán - Los Chinitos | Sportivo Huracán - Los Chinitos | Sportivo Huracán - Los Chinitos | Sportivo Huracán - Los Chinitos | Sportivo Huracán - Los Chinitos | Sportivo Huracán - Los Chinitos | Sportivo Huracán - Los Chinitos | Sportivo Huracán - Los Chinitos | Sportivo Huracán - Los Chinitos | Sportivo Huracán - Los Chinitos | Sportivo Huracán - Los Chinitos | Sportivo Huracán - Los Chinitos | Sportivo Huracán - Los Chinitos | Sportivo Huracán - Los Chinitos | Sportivo Huracán - Los Chinitos | Sportivo Huracán - Los Chinitos | Sportivo Huracán - Los Chinitos |
| ------------------------------------------------------ | ------------------------------------------------------ | ------------------------------------------------------ | ------------------------------- | ------------------------------- | ------------------------------- | ------------------------------- | ------------------------------- | ------------------------------- | ------------------------------- | ------------------------------- | ------------------------------- | ------------------------------- | ------------------------------- | ------------------------------- | ------------------------------- | ------------------------------- | ------------------------------- | ------------------------------- | ------------------------------- |

| 21         | Guardameta     | Luigi Alvarado   |       |
| 8          | Defensa        | Michael Núñez    |       |
| 19         | Defensa        | Davidson Cordero |       |
| 21         | Defensa        | Ramiro Benavente |       |
| 14         | Defensa        | Miguel Aparicio  |       |
| 7          | Centrocampista | Aléxis Cornejo   | Salió |
| 15         | Centrocampista | Gean Cervantes   |       |
| 10         | Centrocampista | Marco Martínez   |       |
| 25         | Delantero      | Joel Ravelo      |       |
| 18         | Delantero      | Álvaro Ballón    |       |
| 22         | Delantero      | Henry Meléndez   |       |
| Entrenador | Entrenador     | Raúl Obando      |       |

| 1          | Guardameta     | Johan Gutiérrez  |  |
| 4          | Defensa        | Jorge Gonzáles   |  |
| 3          | Defensa        | John Gonzáles    |  |
| 17         | Defensa        | Smith Fernández  |  |
| 7          | Defensa        | José Grimaldo    |  |
| 8          | Centrocampista | Carlos Caballero |  |
| 23         | Centrocampista | Jean Acuña       |  |
| 10         | Centrocampista | Erick Sexarego   |  |
| 20         | Centrocampista | Erwin Azocar     |  |
| 11         | Delantero      | Edwin Yabnar     |  |
| 9          | Delantero      | Jean Arana       |  |
| Entrenador | Entrenador     | Walter Zevallos  |  |

| 13 | Defensa | Cristian Coronel | Entró |

| Anotado | 23' | Henry Meléndez   | 1-0 |
| AG-     | 60' | Smith Fernández  | 2-0 |
| Anotado | 89' | Cristian Coronel | 3-1 |
| Anotado | 90' | Henry Meléndez   | 4-1 |

| Anotado | 73' | Jean Arana | 2-1 |

| Árbitro | Elvis Aliaga |

| 21         | Guardameta     | Luigi Alvarado   |       |
| 8          | Defensa        | Michael Núñez    |       |
| 19         | Defensa        | Davidson Cordero |       |
| 21         | Defensa        | Ramiro Benavente |       |
| 14         | Defensa        | Miguel Aparicio  |       |
| 7          | Centrocampista | Aléxis Cornejo   | Salió |
| 15         | Centrocampista | Gean Cervantes   |       |
| 10         | Centrocampista | Marco Martínez   |       |
| 25         | Delantero      | Joel Ravelo      |       |
| 18         | Delantero      | Álvaro Ballón    |       |
| 22         | Delantero      | Henry Meléndez   |       |
| Entrenador | Entrenador     | Raúl Obando      |       |

| 1          | Guardameta     | Johan Gutiérrez  |  |
| 4          | Defensa        | Jorge Gonzáles   |  |
| 3          | Defensa        | John Gonzáles    |  |
| 17         | Defensa        | Smith Fernández  |  |
| 7          | Defensa        | José Grimaldo    |  |
| 8          | Centrocampista | Carlos Caballero |  |
| 23         | Centrocampista | Jean Acuña       |  |
| 10         | Centrocampista | Erick Sexarego   |  |
| 20         | Centrocampista | Erwin Azocar     |  |
| 11         | Delantero      | Edwin Yabnar     |  |
| 9          | Delantero      | Jean Arana       |  |
| Entrenador | Entrenador     | Walter Zevallos  |  |

| 13 | Defensa | Cristian Coronel | Entró |

| Anotado | 23' | Henry Meléndez   | 1-0 |
| AG-     | 60' | Smith Fernández  | 2-0 |
| Anotado | 89' | Cristian Coronel | 3-1 |
| Anotado | 90' | Henry Meléndez   | 4-1 |

| Anotado | 73' | Jean Arana | 2-1 |

| Árbitro | Elvis Aliaga |

| Domingo 20 de agosto, 15:00 | Cerrito Los Libres (Cayma) | 0:1 (0:0) | Escuela Municipal Binacional (Paucarpata) | Estadio Municipal La Tomilla, Cayma |                           |
|                             |                            |           | Marco Castillo 90+2'                      | Árbitro(s): Karlo Márquez           | Árbitro(s): Karlo Márquez |

#### IV Fecha
| Sábado 26 de agosto, TBA | Sportivo Huracán (Arequipa)           | 2:3 (1:1) | Escuela Municipal Binacional (Paucarpata) | Estadio Mariano Melgar, Arequipa |                            |
|                          | Luis Arizaga 30' · Henry Meléndez 66' |           | Diego Escuza 22' · Jack Durán 59' 90+1'   | Árbitro(s): Marco Castillo       | Árbitro(s): Marco Castillo |

| Sportivo Huracán (Arequipa) vs Escuela Municipal Binacional (Arequipa) | Sportivo Huracán (Arequipa) vs Escuela Municipal Binacional (Arequipa) | Sportivo Huracán (Arequipa) vs Escuela Municipal Binacional (Arequipa) |                                                 |                                                 |                                                 |                                                 |                                                 |                                                 |                                                 |                                                 |                                                 |                                                 |                                                 |                                                 |                                                 |                                                 |                                                 |                                                 |                                                 |
| Sportivo Huracán - Escuela Municipal Binacional                        | Sportivo Huracán - Escuela Municipal Binacional                        | Sportivo Huracán - Escuela Municipal Binacional                        | Sportivo Huracán - Escuela Municipal Binacional | Sportivo Huracán - Escuela Municipal Binacional | Sportivo Huracán - Escuela Municipal Binacional | Sportivo Huracán - Escuela Municipal Binacional | Sportivo Huracán - Escuela Municipal Binacional | Sportivo Huracán - Escuela Municipal Binacional | Sportivo Huracán - Escuela Municipal Binacional | Sportivo Huracán - Escuela Municipal Binacional | Sportivo Huracán - Escuela Municipal Binacional | Sportivo Huracán - Escuela Municipal Binacional | Sportivo Huracán - Escuela Municipal Binacional | Sportivo Huracán - Escuela Municipal Binacional | Sportivo Huracán - Escuela Municipal Binacional | Sportivo Huracán - Escuela Municipal Binacional | Sportivo Huracán - Escuela Municipal Binacional | Sportivo Huracán - Escuela Municipal Binacional | Sportivo Huracán - Escuela Municipal Binacional |
| ---------------------------------------------------------------------- | ---------------------------------------------------------------------- | ---------------------------------------------------------------------- | ----------------------------------------------- | ----------------------------------------------- | ----------------------------------------------- | ----------------------------------------------- | ----------------------------------------------- | ----------------------------------------------- | ----------------------------------------------- | ----------------------------------------------- | ----------------------------------------------- | ----------------------------------------------- | ----------------------------------------------- | ----------------------------------------------- | ----------------------------------------------- | ----------------------------------------------- | ----------------------------------------------- | ----------------------------------------------- | ----------------------------------------------- |

| 21         | Guardameta     | Luigi Alvarado    |       |
| 8          | Defensa        | Michael Núñez     | Salió |
| 5          | Defensa        | Davidson Cordero  |       |
| 2          | Defensa        | Ramiro Benavente  |       |
| 14         | Defensa        | Miguel Aparicio   |       |
| 17         | Centrocampista | Luis Arizaga      |       |
| 15         | Centrocampista | Gean Cervantes    |       |
| 9          | Centrocampista | Anthony Rodríguez |       |
| 10         | Centrocampista | Marco Martínez    |       |
| 18         | Delantero      | Álvaro Ballón     |       |
| 20         | Delantero      | Henry Meléndez    | Salió |
| Entrenador | Entrenador     | Raúl Obando       |       |

| 1          | Guardameta     | Osmar Ampuero     |       |
| 23         | Defensa        | Ivan Samané       | Salió |
| 30         | Defensa        | John Fajardo      |       |
| 3          | Defensa        | Carlos Aspilcueta |       |
| 14         | Defensa        | Marco Castillo    |       |
| 8          | Centrocampista | Yorkman Tello     |       |
| 18         | Centrocampista | Ronaldo Dongo     |       |
| 7          | Centrocampista | Luis Pastor       | Salió |
| 10         | Centrocampista | Jack Durán        |       |
| 20         | Delantero      | Hoover Crespo     | Salió |
| 9          | Delantero      | Diego Escuza      |       |
| Entrenador | Entrenador     | Fredy García      |       |

| 22 | Centrocampista | Ney Tapia   | Entró |
| 25 | Delantero      | Joel Ravelo | Entró |

| 11 | Centrocampista | Brayan Rojas   | Entró |
| 25 | Delantero      | Eduardo Torres | Entró |
| 6  | Centrocampista | Ney Leiva      | Entró |

| Anotado | 30' | Luis Arizaga   | 1-1 |
| Anotado | 66' | Henry Meléndez | 2-2 |

| Anotado | 22'   | Diego Escuza | 0-1 |
| Anotado | 59'   | Jack Durán   | 1-2 |
| Anotado | 90+1' | Jack Durán   | 2-3 |

| Árbitro | Marco Castillo |

| 21         | Guardameta     | Luigi Alvarado    |       |
| 8          | Defensa        | Michael Núñez     | Salió |
| 5          | Defensa        | Davidson Cordero  |       |
| 2          | Defensa        | Ramiro Benavente  |       |
| 14         | Defensa        | Miguel Aparicio   |       |
| 17         | Centrocampista | Luis Arizaga      |       |
| 15         | Centrocampista | Gean Cervantes    |       |
| 9          | Centrocampista | Anthony Rodríguez |       |
| 10         | Centrocampista | Marco Martínez    |       |
| 18         | Delantero      | Álvaro Ballón     |       |
| 20         | Delantero      | Henry Meléndez    | Salió |
| Entrenador | Entrenador     | Raúl Obando       |       |

| 1          | Guardameta     | Osmar Ampuero     |       |
| 23         | Defensa        | Ivan Samané       | Salió |
| 30         | Defensa        | John Fajardo      |       |
| 3          | Defensa        | Carlos Aspilcueta |       |
| 14         | Defensa        | Marco Castillo    |       |
| 8          | Centrocampista | Yorkman Tello     |       |
| 18         | Centrocampista | Ronaldo Dongo     |       |
| 7          | Centrocampista | Luis Pastor       | Salió |
| 10         | Centrocampista | Jack Durán        |       |
| 20         | Delantero      | Hoover Crespo     | Salió |
| 9          | Delantero      | Diego Escuza      |       |
| Entrenador | Entrenador     | Fredy García      |       |

| 22 | Centrocampista | Ney Tapia   | Entró |
| 25 | Delantero      | Joel Ravelo | Entró |

| 11 | Centrocampista | Brayan Rojas   | Entró |
| 25 | Delantero      | Eduardo Torres | Entró |
| 6  | Centrocampista | Ney Leiva      | Entró |

| Anotado | 30' | Luis Arizaga   | 1-1 |
| Anotado | 66' | Henry Meléndez | 2-2 |

| Anotado | 22'   | Diego Escuza | 0-1 |
| Anotado | 59'   | Jack Durán   | 1-2 |
| Anotado | 90+1' | Jack Durán   | 2-3 |

| Árbitro | Marco Castillo |

| Domingo 27 de agosto, 15:00 | Cerrito Los Libres (Cayma)              | 3:1 (2:1) | Los Chinitos (Atico) | Estadio Municipal La Tomilla, Cayma |                         |
|                             | José Cateriano · Giuliano Gamarra 90+2' |           | José Grimaldo        | Árbitro(s): Por Definir             | Árbitro(s): Por Definir |

#### V Fecha
| Miércoles 30 de agosto, 15:00 | Sportivo Huracán (Arequipa)         | 2:0 (0:0) | Cerrito Los Libres (Cayma) | Estadio Mariano Melgar, Arequipa |                         |
|                               | Ney Tapia 8' · Cristian Coronel 14' |           |                            | Árbitro(s): Por Definir          | Árbitro(s): Por Definir |

| Sportivo Huracán (Arequipa) vs Cerrito Los Libres (Arequipa) | Sportivo Huracán (Arequipa) vs Cerrito Los Libres (Arequipa) | Sportivo Huracán (Arequipa) vs Cerrito Los Libres (Arequipa) |                                       |                                       |                                       |                                       |                                       |                                       |                                       |                                       |                                       |                                       |                                       |                                       |                                       |                                       |                                       |                                       |                                       |
| Sportivo Huracán - Cerrito Los Libres                        | Sportivo Huracán - Cerrito Los Libres                        | Sportivo Huracán - Cerrito Los Libres                        | Sportivo Huracán - Cerrito Los Libres | Sportivo Huracán - Cerrito Los Libres | Sportivo Huracán - Cerrito Los Libres | Sportivo Huracán - Cerrito Los Libres | Sportivo Huracán - Cerrito Los Libres | Sportivo Huracán - Cerrito Los Libres | Sportivo Huracán - Cerrito Los Libres | Sportivo Huracán - Cerrito Los Libres | Sportivo Huracán - Cerrito Los Libres | Sportivo Huracán - Cerrito Los Libres | Sportivo Huracán - Cerrito Los Libres | Sportivo Huracán - Cerrito Los Libres | Sportivo Huracán - Cerrito Los Libres | Sportivo Huracán - Cerrito Los Libres | Sportivo Huracán - Cerrito Los Libres | Sportivo Huracán - Cerrito Los Libres | Sportivo Huracán - Cerrito Los Libres |
| ------------------------------------------------------------ | ------------------------------------------------------------ | ------------------------------------------------------------ | ------------------------------------- | ------------------------------------- | ------------------------------------- | ------------------------------------- | ------------------------------------- | ------------------------------------- | ------------------------------------- | ------------------------------------- | ------------------------------------- | ------------------------------------- | ------------------------------------- | ------------------------------------- | ------------------------------------- | ------------------------------------- | ------------------------------------- | ------------------------------------- | ------------------------------------- |

| 21         | Guardameta     | Luigi Alvarado    |  |
| 8          | Defensa        | Michael Núñez     |  |
| 5          | Defensa        | Davidson Cordero  |  |
| 2          | Defensa        | Ramiro Benavente  |  |
| 14         | Defensa        | Miguel Aparicio   |  |
| 13         | Centrocampista | Cristian Coronel  |  |
| 15         | Centrocampista | Gean Cervantes    |  |
| 9          | Centrocampista | Anthony Rodríguez |  |
| 10         | Centrocampista | Marco Martínez    |  |
| 23         | Delantero      | Sebastián Farfán  |  |
| 22         | Delantero      | Ney Tapia         |  |
| Entrenador | Entrenador     | Raúl Obando       |  |

| 12         | Guardameta     | Vizcarra Salazar |  |
| 8          | Defensa        | José Polanco     |  |
| 5          | Defensa        | Brando Corrales  |  |
| 3          | Defensa        | Félix Lira       |  |
| 13         | Defensa        | Kevin Vizcarra   |  |
| 33         | Centrocampista | José Cateriano   |  |
| 16         | Centrocampista | Edward Salas     |  |
| 6          | Centrocampista | Cristian Farfán  |  |
| 9          | Delantero      | Arturo Ruíz      |  |
| 17         | Delantero      | Anthony Cuno     |  |
| 31         | Delantero      | Giuliano Gamarra |  |
| Entrenador | Entrenador     | Luis Flores      |  |

| Anotado | 8'  | Ney Tapia        | 1-0 |
| Anotado | 14' | Cristian Coronel | 2-0 |

| Árbitro | Guillermo Tejeda |

| 21         | Guardameta     | Luigi Alvarado    |  |
| 8          | Defensa        | Michael Núñez     |  |
| 5          | Defensa        | Davidson Cordero  |  |
| 2          | Defensa        | Ramiro Benavente  |  |
| 14         | Defensa        | Miguel Aparicio   |  |
| 13         | Centrocampista | Cristian Coronel  |  |
| 15         | Centrocampista | Gean Cervantes    |  |
| 9          | Centrocampista | Anthony Rodríguez |  |
| 10         | Centrocampista | Marco Martínez    |  |
| 23         | Delantero      | Sebastián Farfán  |  |
| 22         | Delantero      | Ney Tapia         |  |
| Entrenador | Entrenador     | Raúl Obando       |  |

| 12         | Guardameta     | Vizcarra Salazar |  |
| 8          | Defensa        | José Polanco     |  |
| 5          | Defensa        | Brando Corrales  |  |
| 3          | Defensa        | Félix Lira       |  |
| 13         | Defensa        | Kevin Vizcarra   |  |
| 33         | Centrocampista | José Cateriano   |  |
| 16         | Centrocampista | Edward Salas     |  |
| 6          | Centrocampista | Cristian Farfán  |  |
| 9          | Delantero      | Arturo Ruíz      |  |
| 17         | Delantero      | Anthony Cuno     |  |
| 31         | Delantero      | Giuliano Gamarra |  |
| Entrenador | Entrenador     | Luis Flores      |  |

| Anotado | 8'  | Ney Tapia        | 1-0 |
| Anotado | 14' | Cristian Coronel | 2-0 |

| Árbitro | Guillermo Tejeda |

| Miércoles 30 de agosto, 15:00 | Los Chinitos (Atico)       | 3:5 (2:3) | Escuela Municipal Binacional (Paucarpata) | Estadio Municipal de Atico, Atico |                         |
|                               | Diego Delgado · Jean Arana |           | Brayan Rojas · Andy Polar · Jack Durán    | Árbitro(s): Por Definir           | Árbitro(s): Por Definir |

#### VI Fecha
| Sábado 2 de septiembre, TBA | Escuela Municipal Binacional (Paucarpata)                     | 4:0 (1:0) | Cerrito Los Libres (Cayma) | Estadio Municipal de Mollendo, Mollendo |                         |
|                             | Luis Pastor 30' 65' · Jairo Monsalve 67' · Javier Carnero 90' |           |                            | Árbitro(s): Por Definir                 | Árbitro(s): Por Definir |

| Domingo 3 de septiembre, TBA | Los Chinitos (Atico)                           | 5:0 (1:0) | Sportivo Huracán (Arequipa) | Estadio Municipal de Atico, Atico |                         |
|                              | Jean Arana · Jorge Gonzáles · Carlos Caballero |           |                             | Árbitro(s): Por Definir           | Árbitro(s): Por Definir |

| Escuela Municipal Binacional |
| Campeón                      |
| 1º título                    |